# Ḫattuša
Ḫattuša (o Ḫatti) fu la capitale dell'impero ittita e precedentemente uno dei centri della cultura Hatti, oltre che un importante centro religioso e culturale. La città di Ḫattuša rimase sempre geograficamente decentrata rispetto alla civiltà ittita, che si sviluppò più a sud. Anche il territorio dell'impero si estendeva soprattutto a sud-est e successivamente a sud-ovest. La città fu sempre esposta agli attacchi delle popolazioni che abitavano le montagne più a nord, i Kaska, che non furono mai assoggettati dagli Ittiti. Probabilmente essi però non furono la causa del declino avvenuto durante il collasso dell'età del bronzo e l'inizio dell'età del ferro in Anatolia.
Il sito archeologico si trova nella provincia di Çorum in Turchia, circa 145 km a nord-est di Ankara, e nei suoi pressi sorge il villaggio di Boğazkale. Il sito è stato inserito tra i Patrimoni dell'Umanità dell'UNESCO nel 1986. La parte più estesa del sito è costituita dalla Città Alta che si estende a sud per circa 1 km², ed è cinta da mura con porte ornate di rilievi raffiguranti guerrieri, leoni e sfingi. All'esterno delle mura si trova la necropoli, contenente vari sepolcri. Le stime attuali indicano una popolazione tra i 20 000 e i 40 000 abitanti nel periodo d'oro. Le case comuni erano costruite in legno e mattoni di fango, e per questo motivo non restano altre testimonianze che le mura in pietra dei templi e dei palazzi.
Con più di 30 000 tavolette cuneiformi riportate alla luce dall'inizio degli scavi, Ḫattuša rappresenta il sito dal quale proviene la maggior parte delle nostre conoscenze sulla civiltà ittita oltre che notevoli testimonianze, grazie all'importanza del regno, sulla situazione di tutto il Vicino Oriente antico. Una tavoletta riporta i dettagli del trattato di pace fra Ittiti ed Egizi stipulato nel 1259 a.C., ventiquattro anni dopo la battaglia di Qadeš avvenuta attorno al 1283 a.C., esempio di uno dei primi trattati di pace internazionali.
La città venne distrutta poco dopo il 1200 a.C., alla caduta dell'impero ittita, durante il periodo storico chiamato Collasso dell'Età del Bronzo. Anche dopo la caduta del regno ittita il sito fu regolarmente occupato nel corso dei secoli successivi, fino all'attuale villaggio turco, senza più avvicinarsi però allo splendore della antica città.

## Territorio
Il territorio che circonda la città includeva zone agricole, colline idonee per la pastorizia e boschi. Si possono ancora osservare piccoli boschi all'esterno della città, residuo delle foreste dell'antichità, che fornivano molto legname da costruzione. L'agricoltura produceva frumento, orzo e lenticchie mentre i boschi permettevano la caccia a vari tipi di cervi, ma probabilmente la cacciagione costituiva solo un'integrazione della dieta. La carne consumata doveva provenire principalmente da animali domestici, principalmente ovini e caprini.
Molti altri siti si trovano nelle vicinanze, come ad esempio il santuario rupestre di Yazılıkaya e quello corrispondente all'attuale Alaca Höyük (il centro religioso ittita, dedicato alla divinità solare femminile del sito di Arinna). Dal momento che i fiumi della regione erano piccoli e non navigabili, tutti i trasporti da e verso Ḫattuša dovevano essere effettuati via terra.

## Archeologia

### Il sito archeologico

Mappa del sito: 1) le mura di cinta a ovest della Città bassa 2) il grande tempio della Città bassa 3) la cosiddetta casa sulla discesa (edificio amministrativo ricostruito) 4) Büyükkale 5) le mura interne 6) Sarikale 7) la porta dei leoni 8) la porta delle sfingi 9) il bastione di Yerkapı 10) la zona dei templi della Città alta 11) la porta del re 12) Promontorio di Nişantepe 13) la camera 2 14) Büyükkaya

Il sito si trova presso il villaggio di Boğazkale nel nord dell'Anatolia centrale, 150 km a est di Ankara. Si tratta di una regione montuosa caratterizzata da un clima relativamente rigido e oggi molto secco, anche se probabilmente era più umido durante il periodo ittita. Gli inverni sono lunghi e freddi, le estati brevi e calde. Oggi c'è poca vegetazione intorno al sito, l'ambiente è roccioso e la vegetazione tipica della steppa. Gli altopiani circostanti sono fertili e, se ben coltivati, sono in grado di sostentare anche una popolazione numerosa, come però non accadeva nell'antichità per mancanza di moderni attrezzi agricoli e di una forza lavoro adeguata. Le aree a nord di Boğazkale sono via via più umide mano a mano che ci si avvicina al Mar Nero e la copertura forestale si fa più densa.

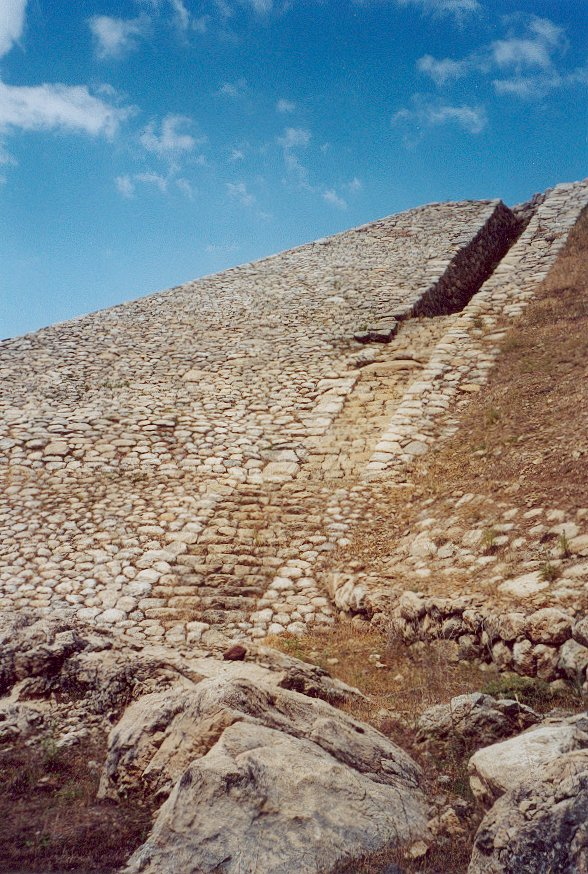
Bastioni di Yerkapı a sud

Boğazköy/Boğazkale è una vasta area di oltre 160 ettari, divisa in più parti. Vi sono due grandi promontori rocciosi, Büyükkale ("Grande Fortezza") nella parte centro-orientale e Büyükkaya ("Grande Roccia"), 500 metri più a nord. A ovest di Büyükkale sorgeva la Città Bassa, il sito ove si sviluppò il primo agglomerato di Ḫattuša, su una superficie relativamente piatta. A sud di Büyükkale si stendeva invece la Città Alta, la parte più recente della capitale.
All'interno della città si trovano inoltre tre piccoli promontori rocciosi: Yenicekale, Nişantepe e Sarıkale. A sud si trova Yerkapı, una collina artificiale elevata come bastione durante l'ultimo secolo della capitale. Il sito è ben fornito di acqua, in quanto vi sono sette sorgenti naturali. Diverse creste e promontori rocciosi furono utilizzati come punti di aggancio e rinforzo del sistema di difesa murario, mentre precipizi inaccessibili proteggevano parzialmente il sito ad est, presentando quindi notevoli vantaggi per la sicurezza dei suoi abitanti.
Su una scala di rappresentazione geografica più piccola, Ḫattuša si trova all'interno della grande ansa tracciata dal corso del fiume Kizilirmak, nel punto d'incontro di due suoi piccoli affluenti. Nell'antichità, qui passavano importanti vie commerciali, tra cui una che collegava la Cappadocia centrale alle rive del Mar Nero in direzione sud-nord e altre che si sviluppavano in direzione est-ovest.
La città di Ḫattuša, tuttavia, rimase sempre geograficamente eccentrica rispetto all'antica civiltà ittita, che si sviluppò più a sud, e anche in relazione al territorio dell'impero, che si estendeva soprattutto a sud-est e successivamente a sud-ovest; essa inoltre fu sempre esposta agli attacchi dei Kaska, popolazioni che abitavano le montagne più a nord e che non furono mai assoggettate dagli Ittiti.
Gli scavi archeologici hanno evidenziato almeno cinque livelli, corrispondenti a diverse epoche del sito. Lo strato V (il più antico) risale all'insediamento Hattico antecedente il 2000 a.C., lo strato IV corrisponde ai primi tempi dell'epoca ittita, lo strato IIIa corrisponde alla prima ristrutturazione della capitale ed è ricoperto dallo strato IIIb che corrisponde al tardo nuovo impero. Questo strato è separato da segni di un vasto incendio dallo strato II, che corrisponde all'epoca frigia, ed infine lo strato I corrisponde alla città ellenistica.

## Scoperta

### I primi esploratori
Il sito fu scoperto nel 1834 dal francese Charles Texier, esperto esploratore di rovine classiche che si era recato anche a Yazılıkaya: Texier identificò l'antica città con Tavio (o Tavion), capitale dei Galati citata da vari autori classici come Erodoto e Strabone, per la cui ricerca si era appositamente recato in Anatolia. Nel 1848 pubblicò un resoconto del suo lavoro con disegni e dettagliate descrizioni delle sue scoperte, che fu una guida per gli esploratori successivi. Due anni più tardi, un inglese, William John Hamilton, visitò a sua volta Boğazköy e, anche lui, confermò l'identificazione con la città di Tavio. Nel 1861, un altro archeologo francese Georges Perrot, eseguì nuove indagini sul luogo con un gruppo di archeologi e mise in dubbio le ipotesi di Texier, preferendo identificare in quelle rovine la città di Pteria, citata da Erodoto a proposito del conflitto tra Creso di Lidia e Ciro II di Persia.
Fino a quell'epoca, gli Ittiti erano sconosciuti a tutti, dal momento che solo la Bibbia ne citava brevemente il nome in alcuni passi del libro della Genesi 23:3 e del libro dei Numeri 13:29. Quando però furono scoperte le Lettere di Amarna nel 1887, diventò chiaro che doveva essere esistito uno sconosciuto ma importante regno nell'Anatolia del secondo millennio a.C., anche perché in quell'archivio furono rinvenuti i primi testi in lingua ittita.
Dal 1880 i tedeschi ebbero il ruolo più importante nella ricerca archeologica in Anatolia: Karl Humman, ingegnere ferroviario, realizzò un primo rilievo topografico del sito Boğazköy e alcuni scavi esplorativi a Yazilikaya nel 1882. Nel 1894, il francese Ernest Chantre diresse i primi scavi a Yazilikaya e Boğazköy (Büyükkale e Grande Tempio), dove scoprì le prime tavolette degli archivi reali, che poterono essere confrontate con quelle scoperte a Tell el-Amarna.

### Un secolo di scavi tedeschi

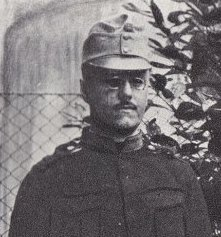
Bedrich Hrozný, lo studioso che decifrò la lingua ittita, nel 1915

A partire dal 1906, la DOG (Deutsche Orient-Gesellschaft, "Società Tedesca dell'Oriente") assunse il controllo degli scavi a Ḫattuša, e nello stesso anno l'archeologo tedesco Hugo Winckler e l'archeologo turco Theodore Makridi Bey si recarono sul sito per i primi scavi in grande stile. Winckler era già un famoso assiriologo e ricercava tra le rovine di Boğazköy quelle della capitale ittita: egli condusse campagne di scavo nel 1906, 1907 e dal 1911 al 1913, anno della sua morte. Questi scavi confermarono la sua intuizione. L'esplorazione degli edifici fu lasciata in secondo piano, dal momento che una delle scoperte più importanti, che sancì il successo delle spedizioni, fu rappresentata dal ritrovamento degli archivi reali di tavolette in caratteri cuneiformi, contenenti la corrispondenza ufficiale, i contratti, i codici di leggi, procedure e riti religiosi, profezie degli oracoli e letteratura del Vicino Oriente. Purtroppo gli scavi non furono condotti con metodiche rigorose e precise (non vennero registrati i luoghi dei ritrovamenti e molte tavolette furono danneggiate) e questo rese difficile agli archeologi successivi ricostruire il sistema di archiviazione e di conservazione dei documenti da parte degli scribi ittiti. Comunque è grazie alle tavolette ritrovate da Winckler che l'assiriologo ceco Bedřich Hrozný, tra il 1914 e il 1917, riuscì a decifrare e tradurre la lingua ittita, che risultò essere una lingua indoeuropea.
Gli scavi a Boğazköy, interrotti dalla prima guerra mondiale e poi dalla Grande depressione, ripresero nel 1931, sotto la direzione di Kurt Bittel e s'interruppero nuovamente nel 1939 a causa dello scoppio della seconda guerra mondiale. Da quel momento vennero affidati all'Istituto Archeologico Tedesco (DAI, Deutsches Archäologisches Institut) e Bittel ritornò a dirigerli nel 1952, prima di consegnare gradualmente la direzione a uno dei suoi studenti, Peter Neve, che ne prese la gestione effettiva nel 1978. Le prime campagne furono dedicate a portare alla luce i principali edifici della capitale: la cittadella di Büyükkale, il Grande Tempio ed i suoi annessi, le mura e le porte della città e gli altri templi principali. Molte altre tavolette furono ritrovate, in particolare durante gli scavi del 1931. Il sito di Yazılıkaya fu ugualmente oggetto degli scavi, allo scopo di spiegare la sua esatta funzione nel culto ittita.
Peter Neve diresse gli scavi presso il sito fino al 1994 concentrandoli nella zona della Città Alta, dove furono messi alla luce un gruppo di una trentina di templi e altri monumenti, in particolare intorno a Nişantepe. Le misure di protezione del sito e la sua organizzazione per il turismo furono attivate in quegli anni, e il sito fu classificato come Patrimonio Mondiale dell'Umanità dall'UNESCO nel 1986.

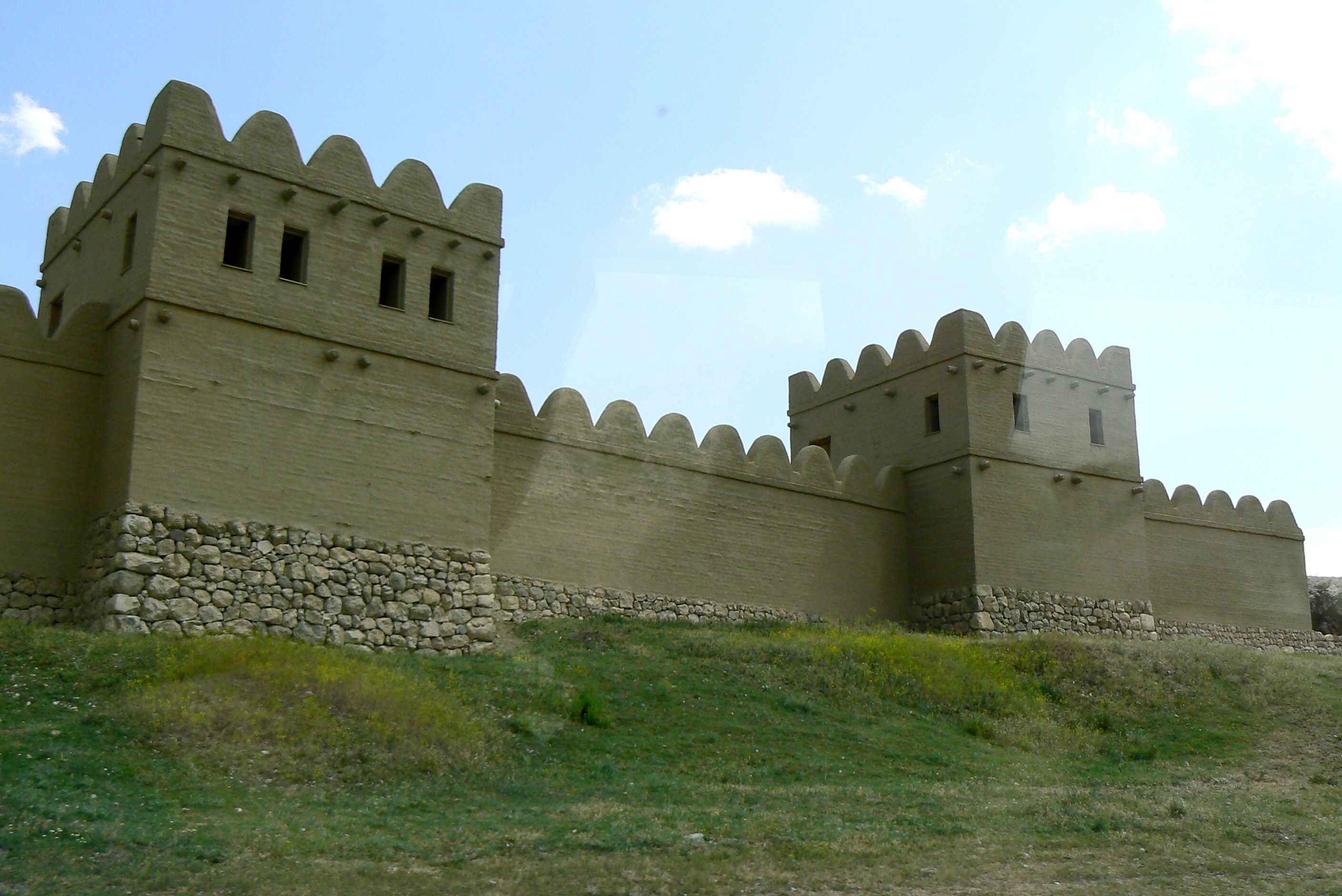
Il tratto di muro ricostruito a Ḫattuša

Nel 1994 la direzione degli scavi passò a Jürgen Seeher, che proseguì la ricerca avviata da Neve sulla collina di Büyükkaya ma si dedicò anche a scavare nella parte occidentale della Città Alta. Un originale programma di ricostruzione di un tratto del muro situato nei pressi del Grande Tempio fu attuato tra il 2003 e il 2005. Dal 2006, gli scavi continuano sotto la direzione di Andreas Schachner.

## Pubblicazioni
Diverse collane e riviste tedesche pubblicarono la maggior parte delle scoperte fatte a Boğazköy, dai primi scavi di Winckler e dei suoi collaboratori fino ai giorni nostri.
Le tavolette ritrovate fino al 1939, prima della seconda guerra mondiale, furono portate in un primo tempo in Germania, per poi essere restituite alla Turchia dopo il 1945 e depositate nei musei di Istanbul e Ankara; in questi musei sono conservate anche le tavolette ritrovate successivamente e classificate in varie serie:
- la serie Keilschrifttexte aus Boğazköy (KBO), pubblicata a Lipsia e Berlino, contenente la maggior parte delle tavolette ritrovate a Boğazköy sin dai primi scavi. In origine comprendeva le tavolette inviate in Germania, ma fu poi utilizzata anche per la pubblicazione delle tavolette restituite alla Turchia o scoperte dopo il 1952[28];
- la serie Keilschrifturkunden aus Boğazköy (KUB), pubblicata nel 1921 a Berlino, comprende le tavolette inviate al Pergamonmuseum di Berlino, e in seguito restituite alla Turchia[29];
- la serie Istanbul Arkeoloji Müzelerinde bulunan Boğazköy Tabletleri (IBOT), usata per pubblicare le tavolette restituite alla Turchia a Istanbul e Ankara[30];
- la serie Studien zur Boğazköy-Texten (StBoT), pubblicata a Wiesbaden, che include studi su tavolette trovate a Boğazköy, tra cui trascrizioni e traduzioni raramente incluse nelle altre edizioni delle tavolette.[31];
- dal 1978, i rapporti degli scavi sono pubblicati ogni anno dalla rivista dell'Istituto Archeologico tedesco, Archäologischer Anzeiger, e dalla rivista turca Kazi Sonuçlan Toplantisi;
- le serie Boğazköy-Ḫattuša. Ergebnisse der Ausgrabungen[32], e Boğazköy-Berichte[33] dell'Istituto archeologico tedesco contengono studi recenti sull'archeologia e l'arte di Ḫattuša.

## Storia

### I primi millenni (dal VI al III millennio)
Le prime fasi di occupazione del sito di Boğazkale risalgono al VI millennio a.C. (calcolitico), e già allora l'altopiano di Büyükkaya risultava essere il luogo privilegiato di insediamento. Un altro sito coevo a questo è stato ritrovato nelle vicinanze, a Yarikkayai. Per tutti i primi tre millenni di occupazione del sito, tuttavia, si sono rinvenute solo scarse tracce di insediamenti umani, perché le popolazioni autoctone erano costituite da cacciatori-raccoglitori seminomadi, che praticavano un'agricoltura molto primitiva e si spostavano una volta esaurite le risorse del territorio.
Il sito cominciò il suo sviluppo solo alla fine del terzo millennio, durante l'età del bronzo antico. L'agglomerato principale della regione in questo periodo storico era Alaca Höyük, a 25 km da Boğazkale; i punti principali di insediamento si trovavano, anche in questo periodo, a Büyükkale, dove è stata ritrovata una prima fortificazione, ma anche a Büyükkaya. Le tracce degli edifici di questo periodo sono scarse e coperte da quelle dei periodi successivi. Gli abitanti erano probabilmente gli Hatti, un popolo che parlava una lingua isolata, forse correlato a gruppi etnici dell'attuale Caucaso.

### Hattuš, capitale degli Hatti (ca. 2000 - 1740 a.C.)
Boğazkale, prima di essere un sito ittita, fu una città del popolo hattico, a cui deve il suo nome. La città infatti è citata, dagli inizi del secondo millennio con il nome di Hattuš, soprattutto nella documentazione dei mercanti assiri che commerciavano in Anatolia. La maggior parte di tali documenti sono stati trovati nel sito archeologico di Kanesh/Neša, in Cappadocia, centro Ittita e principale punto di controllo dei commerci assiro-anatolici, 160 km a sud est di Boğazkale. È con l'arrivo di questi mercanti che la scrittura viene introdotta a Boğazkale, come altrove in Anatolia. In questa regione i mercanti assiri acquistavano soprattutto metalli (rame, argento, oro), scambiandoli con lo stagno e i tessuti che importavano dall'Assiria. Sono stati trovati vari insediamenti commerciali assiri, chiamati karu ('porti'), presso le principali città anatoliche.
Il karum di Ḫattuša sorgeva presso la città bassa, al V e IV livello, corrispondenti rispettivamente al XIX secolo e all'inizio del XVIII secolo. Veniva indicato, nella corrispondenza commerciale, con il simbolo sumerico per l'argento, per indicare il tipo di merce che là si poteva acquistare. È a questi livelli archeologici che risalgono le tavolette assire trovate in loco: diciotto di queste documentano le attività del mercante Daya che, stabilitosi a Hattuš, vendeva i tessuti inviati da sua moglie, rimasta in Assiria.
La città di Hattuš costituiva un nodo importante nella rete commerciale degli Assiri in Anatolia, dato che si trovava sulla strada che conduceva da Kanesh a Zalpa sul Mar Nero, attraverso Ankuwa (probabilmente l'odierna Alişar), un'altra città importante della regione. I testi commerciali ritrovati a Ḫattuša sono contemporanei a quelli ritrovati al livello Ib di Kanesh, che corrisponde agli ultimi anni del periodo in cui operarono i mercanti assiri.
Hattush era la capitale di un regno relativamente grande, che apparentemente era il centro politico di Hatti e dominava il bacino del Kızılırmak. Il palazzo reale era situato sulla collina di Büyükkaya, circondato dal principale nucleo della città.
I re Hatti di Hattuš dovettero affrontare l'espansione dei re "ittiti" (che ancora non erano uniti in un solo regno) provenienti da sudest, e durante la prima metà del XVIII secolo il re Anitta di Kuššara fondò il primo grande regno anatolico precursore del futuro regno ittita. Sulla base del Proclama di Anitta (un testo ittita posteriore, risalente al XVI secolo, che riferisce i fatti di quel tempo) sappiamo che questo sovrano sconfisse il signore di Hattuš (forse Piyušti o un suo successore), distrusse la città e maledisse il suolo della stessa affinché non fosse più ricostruita se non a rischio di incorrere nelle ire del Dio della Tempesta:
Reperti archeologici che testimoniano un incendio della città, risalenti al XVIII secolo a.C., corrispondenti, negli scavi, alla fine del livello IVd (8a sul pendio), e alla fine del livello 4 nella città bassa (quindi non solo della zona del Karum, ma di tutta la città), confermano la distruzione della città in quegli anni. Da quel momento, gli Hatti passarono sotto il dominio del popolo indoeuropeo conosciuto con il nome di Ittiti.

### Antico e Medio Regno (ca. 1750-1350 a.C.)

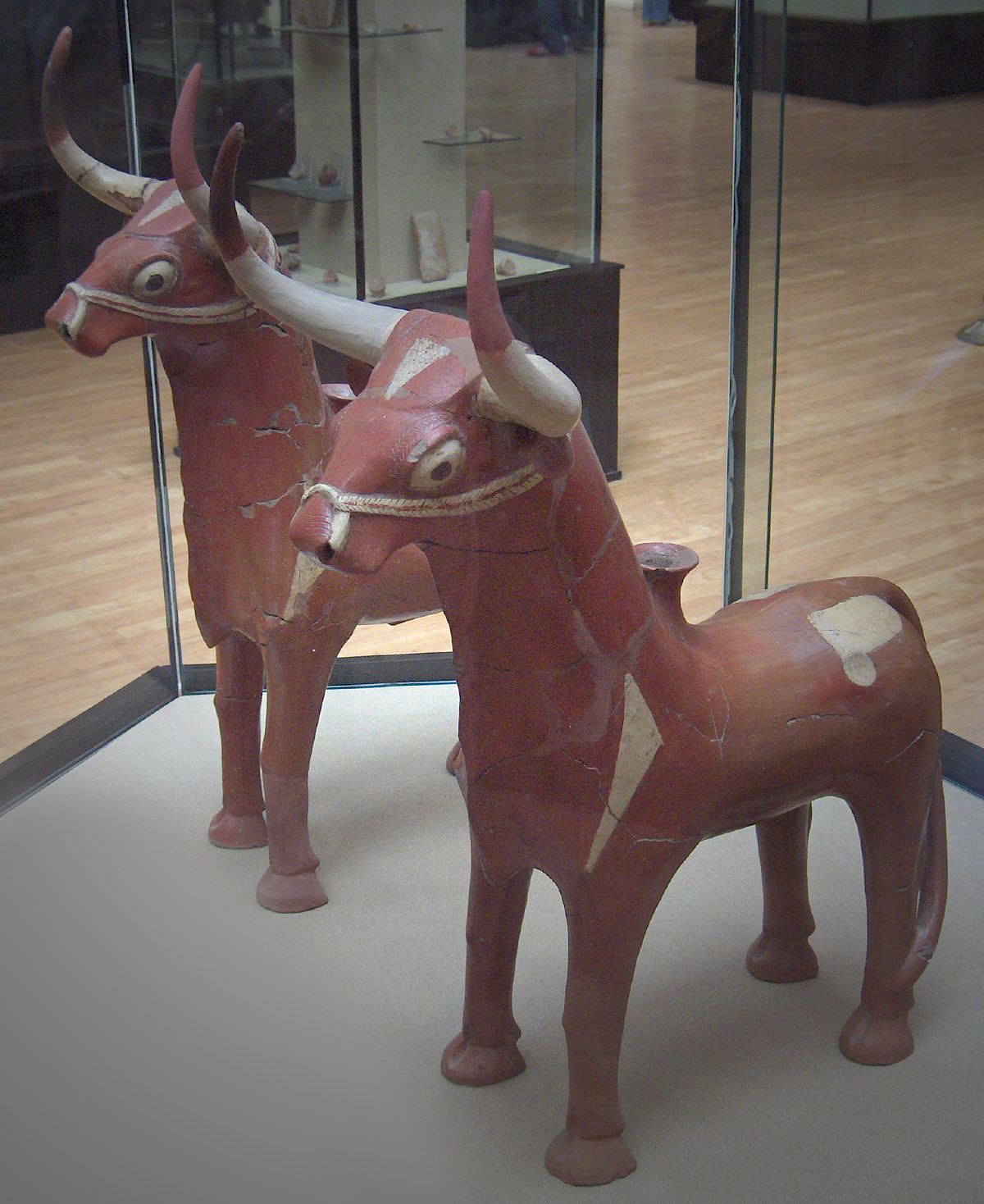
Rhytà in terracotta a forma di toro, ritrovati a Ḫattuša, risalenti all'antico regno ittita

Durante la prima metà del XVIII secolo il re Anitta di Kuššara fondò il primo grande regno anatolico, precursore del futuro impero ittita; la capitale venne posta a Kaneš, ma il regno fondato da Anitta ebbe vita breve e dopo la sua morte la capitale fu riportata a Kuššara.
Circa un secolo dopo, un altro re di Kuššara, Labarna II, riuscì finalmente a costituire un regno più stabile ed esteso a gran parte dell'Anatolia, spingendo i suoi attacchi fino alla Siria del nord. Questo sovrano ebbe poco riguardo per la maledizione pronunciata da Anitta contro il suolo di Hattuš, e spostò qui la sua capitale, ricostruendo la città e chiamandola Ḫattuša; egli stesso cambiò il suo nome in Hattušili I (cioè: "di Ḫattuša") per sottolineare l'importanza dell'evento. Non si hanno particolari su questa ricostruzione, dal momento che non vi sono fonti scritte al riguardo e che molti monumenti del periodo non possono essere restituiti perché distrutti o coperti dalle costruzioni dei secoli successivi. La città si stendeva su Büyükkale, che rimase la sede del palazzo reale, sulla Città Bassa, ma anche su parti della Città Alta, dove sono state portate alla luce costruzioni di quell'epoca; la città mantenne quindi la struttura urbanistica dei tempi del regno di Hatti.
Il nipote, figlio adottivo e successore di Hattušili, Muršili I, rese il regno ancora più esteso e potente, arrivando a saccheggiare le capitali di due dei regni più potenti della mezzaluna fertile, Aleppo e Babilonia, all'inizio del XVI secolo a.C..
Il successivo re Hantili I fece costruire o ricostruire la cinta muraria, la cui precisa collocazione è però discussa: c'è generale accordo che comprendesse la parte che proteggeva la città bassa e la zona dei palazzi (inclusa nelle mura successive), ma probabilmente comprendeva anche parte delle mura a difesa della città alta. La costruzione di questo primo tratto di mura fu eseguita secondo criteri nuovi, diversi da quelli precedenti e da quelli dei popoli vicini. Poco ci è pervenuto di Ḫattuša negli anni successivi, tranne echi delle lotte e delle usurpazioni che indebolirono il regno, fino alla presa del potere da parte dell'ultimo monarca dell'antico regno, Telipinu, il quale tentò di regolamentare la successione al trono.

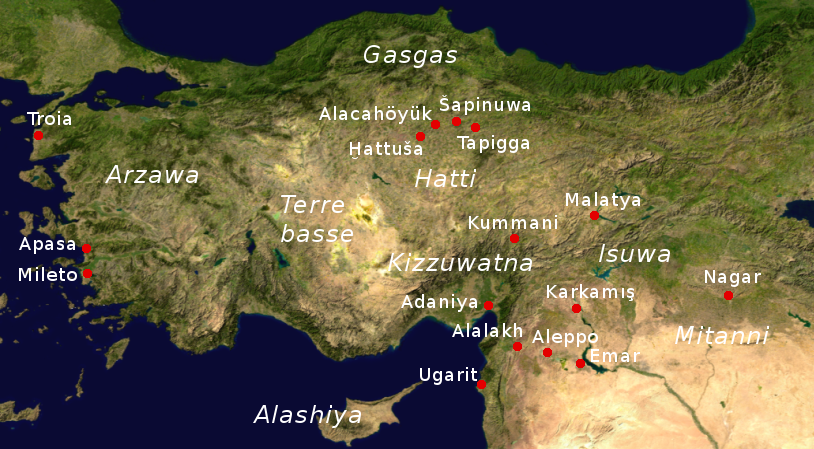
Ḫattuša e i principali regni dell'Anatolia ittita

Con il potere centrale indebolito a causa delle dispute dinastiche, il pericolo maggiore per il regno proveniva dalle incursioni delle popolazioni Kaska (Gasgas nell'illustrazione) che vivevano nelle montagne del nord dell'Anatolia e che non furono mai sottomessi dagli Ittiti. Essi causarono la distruzione e il sacco della città in almeno due occasioni durante la storia dell'impero ittita, costringendo i re a spostare la corte altrove. Ḫattuša era infatti relativamente protetta verso sud, dove il territorio ittita si estendeva fino in Siria, ma più facilmente raggiungibile da nord, dove la frontiera era quasi a ridosso della città. Verso il 1400 a.C., durante il regno di Tudhaliya III, il potere centrale risultò così indebolito e prossimo al collasso che potenti regni vassalli (come Arzawa) si ribellarono ed il re, in seguito al saccheggio della città, fu costretto a spostare la capitale più a est nella città di Samuha, più facile da difendere e da dove poté riorganizzare l'esercito.

### Dall'apogeo alla caduta del nuovo impero (1350 - 1200 a.C.)

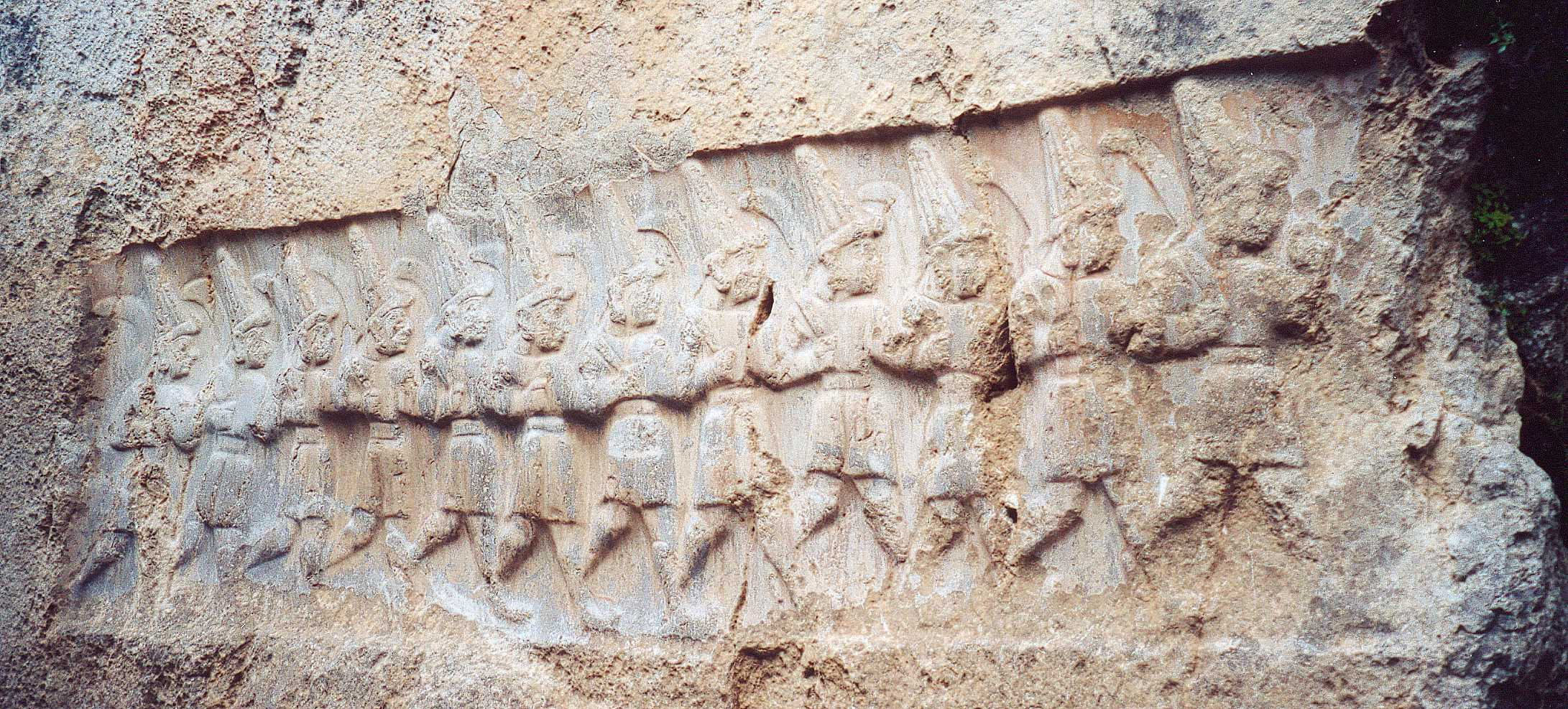
Bassorilievo raffigurante dodici dèi ittiti dell'oltretomba, vicinanze di Yazılıkaya, santuario di Ḫattuša

Il regno ittita fu salvato dal disastro da Šuppiluliuma I, i cui successi militari riposizionarono il regno tra le grandi potenze del Vicino Oriente. Non si sa con certezza se a lui (o già a suo padre Tudhaliya III) si debba il ripristino di Ḫattuša come capitale del regno, però è certo che non ebbe il tempo di avviare i lavori di ricostruzione a causa delle numerose campagne militari in cui fu impegnato, dovendo recarsi ripetutamente a nord per contrastare le incursioni dei Kaska. La fine del regno fu segnata da una terribile pestilenza che devastò tutto l'impero, provocando anche la sua morte. Questi drammatici eventi sono noti dai testi delle preghiere del figlio Muršili II, invocanti la guarigione per il padre.
Il nuovo re non ebbe maggiori possibilità del suo predecessore di intraprendere lavori di ricostruzione e ripristino.

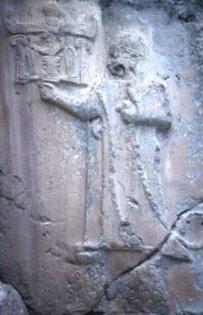
Bassorilievo a Yazılıkaya con l'immagine dell'imperatore Tudhaliya IV

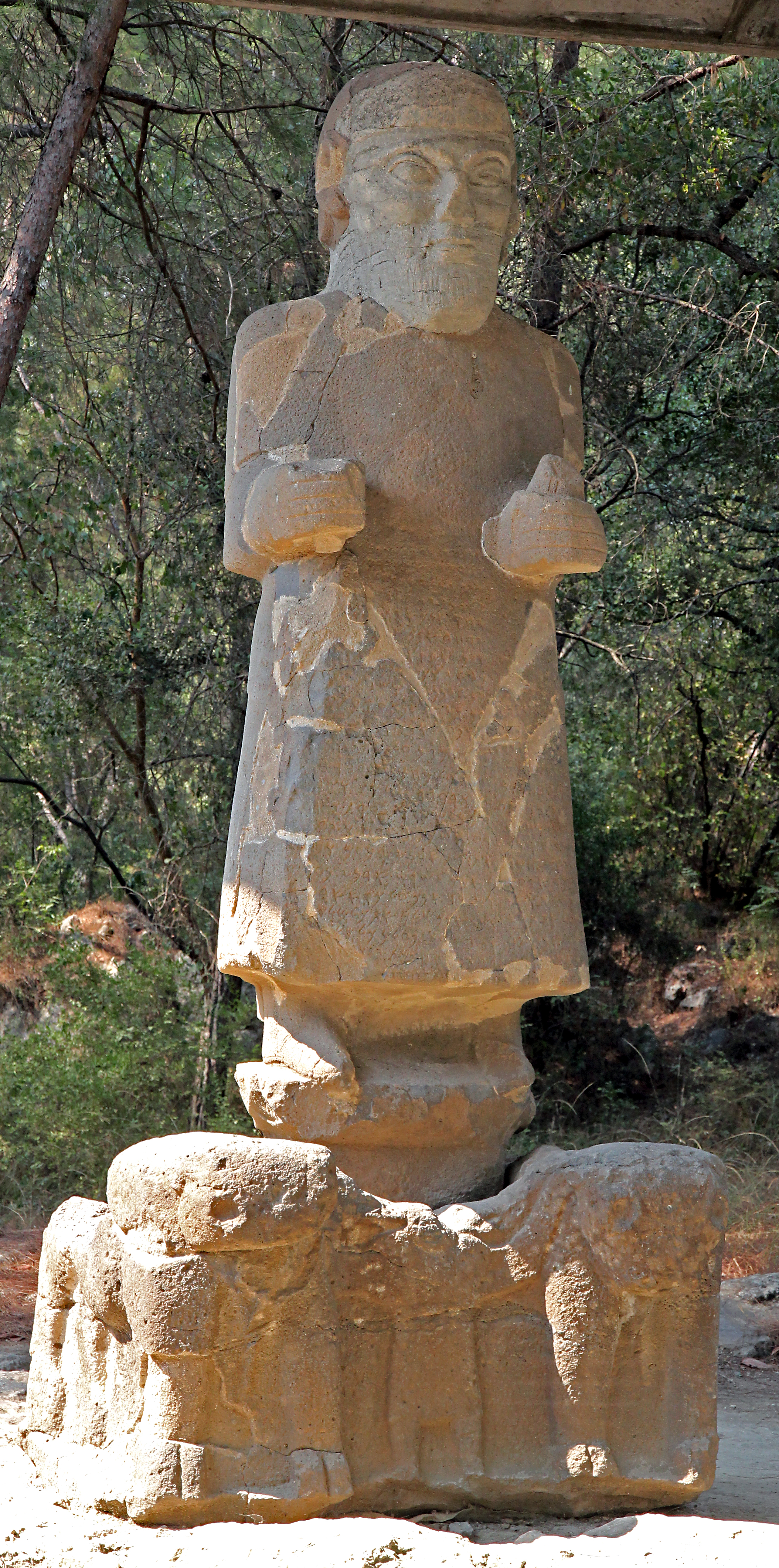
Karatepe, il dio Tarhunzas

Durante il regno del sovrano successivo, Muwatalli II, la capitale fu trasferita nella città di Tarhuntassa.
Questo spostamento fu forse motivato da ragioni religiose: il nuovo re, devoto al dio delle tempeste Tarhunzas, avrebbe preferito risiedere nella città dove sorgeva il suo principale santuario, Tarhuntassa, oltretutto meno vulnerabile agli attacchi nemici rispetto a Ḫattuša. Secondo alcuni la ragione dello spostamento, che incontrò forti opposizioni nella corte, sarebbe da ricercarsi nella consapevolezza del sovrano dello scontro imminente con gli Egizi in area siriana e della necessità di una sede più prossima al teatro delle operazioni militari.
L'amministrazione di Ḫattuša fu lasciata al capo degli scribi Mittannamuwa, che assunse il titolo di Grande Scriba (GAL DUB.SAR), sotto il controllo del fratello del re Hattušili (futuro Hattušili III), che ebbe anche il compito di dirigere le operazioni militari ai confini settentrionali del regno.
Il fatto che Muwatalli II abbia corso il rischio di affidare compiti così importanti e il comando di forze così ingenti a suo fratello, dimostra l'importanza che Ḫattuša conservava nel regno ittita, anche solo come centro religioso. La città infatti aveva nel corso degli anni gradualmente assunto un assetto diverso, che rifletteva il concetto di regalità e di divinità degli Ittiti, tramite la costruzione di un grande numero di templi e palazzi ed una loro precisa distribuzione urbanistica nella città, che rivela una pianificazione architettonica e mediante la disposizione di mura interne alla città. I loro templi si distinguevano per la struttura (erano dedicati a coppie di divinità e presentavano una finestra nel Sancta santorum, a differenza dei templi delle civiltà vicine) e per la disposizione degli edifici, dotati di cortile interno ed esterno.

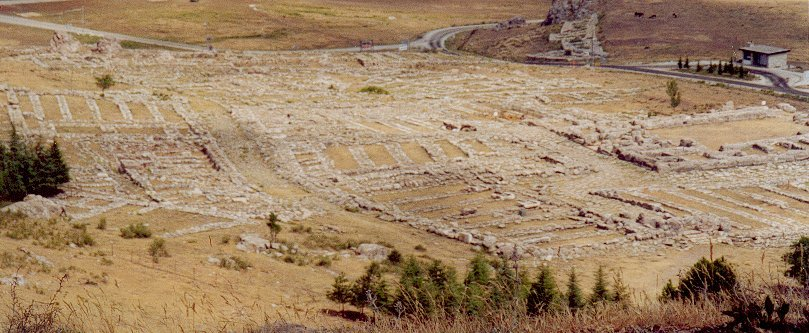
Il Grande Tempio della Città Bassa

Alla morte di Muwatalli II divenne re suo figlio Urhi-Teshub/Muršili III che riportò la capitale dell'impero a Ḫattuša, ma fu ben presto spodestato dallo zio Hattušili III. A lui ed a suo figlio Tudhaliya IV, coadiuvati dalla regina Puduhepa, si deve l'avvio delle grandi opere a Ḫattuša. La Cittadella di Büyükkale ed il Grande Tempio della Città Bassa vennero ripristinati ed ampliati, le mura esistenti furono riparate e ne vennero costruite di nuove che ampliarono in modo significativo la città verso sud, inglobando l'area chiamata Città Alta, se questa non risale a un periodo più antico. Questo settore divenne un importante complesso religioso con la costruzione di ulteriori templi (ben trenta).
Anche il santuario a cielo aperto di Yazilikaya venne sostanzialmente rimaneggiato in quel periodo e divenne il centro dell'introduzione degli dei hurriti Teshub, Hebat e Sharruma nel cuore del paese di Hatti. Il tempio contiene raffigurazioni di due processioni divine, una femminile e una maschile, con numerose immagini di dei; i due cortei convergono verso un pannello centrale raffigurante Teshub e Hebat.
Questo periodo rappresentò il culmine dello splendore di Ḫattuša, che divenne una capitale monumentale.

### La fine della capitale e del regno ittita
Durante i regni di Hattusili III e Tudhaliya IV furono intrapresi e completati grandi lavori di ristrutturazione e abbellimento a Ḫattuša. Tutta questa energia profusa nell'edilizia laica e religiosa non era però indice di una prosperità dell'impero che, anzi, era in crisi: Tudhaliya si trovò costantemente impegnato a guerreggiare contro i regni limitrofi (subì anche una sconfitta per opera degli Assiri) e a fronteggiare la ribellione di regni vassalli.
Anche la situazione politica interna era grave, con il costante rischio di insurrezioni e tentativi di usurpazione del trono, come lo stesso Tudhaliya scrisse in una preoccupata missiva alla moglie. Suo cugino Kurunta, fratello del detronizzato Muršili III, controllava una parte del regno e, secondo alcuni storici, avrebbe potuto reclamare i suoi diritti al trono. La situazione politica interna era precaria anche a causa della lunga serie di usurpazioni nell'ambito della famiglia reale (caratteristica della storia reale ittita), che aveva aumentato il numero di pretendenti al trono, figli o nipoti di re spodestati.
Un terzo problema che si pensa possa aver afflitto il regno, dipendente in parte dai precedenti, sarebbe stato il costante rischio di carestia: il continuo reclutamento di contadini avrebbe ridotto notevolmente la produzione di cereali e il regno sarebbe diventato sempre più dipendente dalle importazioni dalla Siria e dall'Egitto. Ciò avrebbe comportato anche la necessità di mantenere sicure le vie percorse da questi rifornimenti. Questo sarebbe stato il motivo delle operazioni navali condotte da Tudhalia IV e da Šuppiluliuma II, culminate con l'invasione del regno di Alasiya nell'isola di Cipro, forse per contrastare incursioni di pirati.
Uno dei misteri che avvolgono la storia di Ḫattuša riguarda il fatto che la città avesse raggiunto l'apice del suo splendore in un periodo di crisi dell'impero, poco prima del suo definitivo tracollo. In mancanza di risposte sicure, si possono solo fare ipotesi per spiegare l'impegno di tante risorse nella sua ristrutturazione. Una è che Hattušili e Tudhaliya, due usurpatori che avevano sottratto il regno ai legittimi discendenti di Šuppiluliuma I, volessero farsi accreditare dal ceto dominante del paese come restauratori delle antiche tradizioni, avendo riportato la capitale del regno a Ḫattuša, resa più bella e sfarzosa. Un'altra ipotesi è che si volessero ostentare con gli alleati (dai cui rifornimenti il regno era sempre più dipendente) uno splendore e una forza che in realtà non c'erano.
Šuppiluliuma II, figlio e successore di Tudhaliya IV completò i lavori di costruzione dei suoi predecessori, e lasciò molte iscrizioni nella capitale. Ma fu nel periodo del suo regno che lo splendore di Ḫattuša mostrò tutta la sua fragilità: in pochi anni, all'inizio del XII secolo a.C., il regno ittita si sgretolò, in un contesto internazionale caotico, ancora mal compreso dagli storici. Vari regni del Vicino Oriente antico scomparvero o vennero ridimensionati in questo periodo, definito collasso dell'età del bronzo. La maggior parte dei regni vassalli degli Ittiti in Anatolia e Siria scomparve assieme al potere centrale.
Recenti scoperte hanno modificato l'idea che si aveva del destino di Ḫattuša durante gli ultimi anni del regno ittita. Tracce di distruzione dei principali monumenti nei livelli archeologici corrispondenti ai primi anni del XII secolo a.C. dimostrano che la città fu presa e saccheggiata. Si pensava che questo evento avesse segnato la caduta del regno ittita, ma in realtà ricerche successive hanno mostrato che Ḫattuša venne abbandonata prima della fine del regno: la corte reale si era probabilmente trasferita di nuovo in un'altra capitale di cui non si conosce la localizzazione per mancanza di fonti, questa volta senza ritornare più a Ḫattuša. Si è infatti scoperto che alcuni templi della città furono svuotati delle loro suppellettili e della loro mobilia più preziosa prima del disastro finale come, forse, il resto della città. Non è chiara invece l'identità degli invasori: la soluzione più ovvia indica i Kaska o, tra i nuovi arrivati, i Frigi, che furono i dominatori di parte dell'antica terra di Hatti nei secoli successivi. L'Impero ittita alla fine scomparve, ma non è ancora chiaro in che modo e in quali circostanze.

### L'età del ferro (1200 - 330 a.C.)

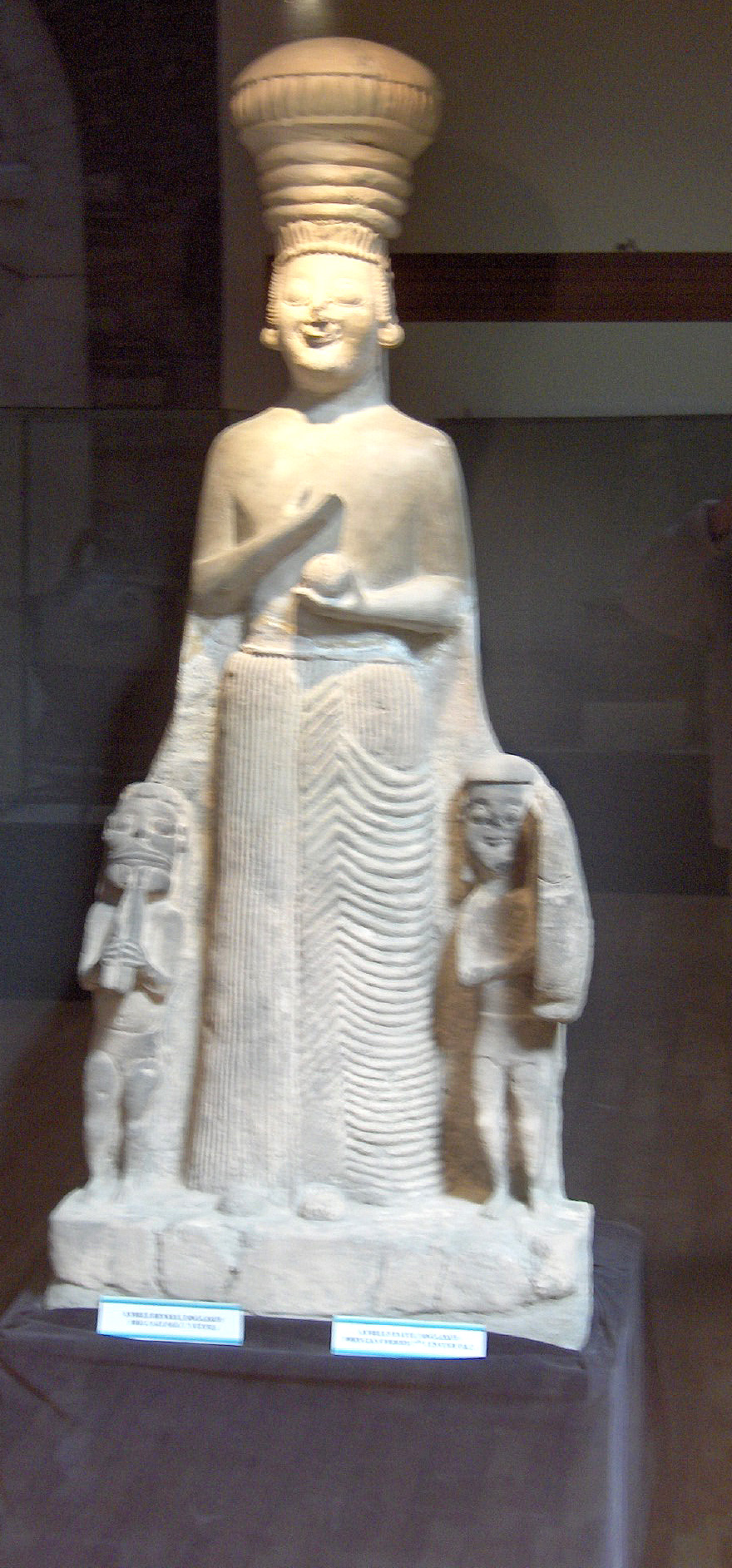
Statua della dea Cibele ritrovata a Boğazkale, periodo frigio, VI secolo a.C.

Subito dopo la caduta di Ḫattuša e la fine del regno ittita, una piccola parte del sito fu rioccupata da una nuova popolazione che si insediò sulla collina Büyükkaya (molto probabilmente una tribù dei Kaska). La loro cultura materiale era primitiva, non realizzavano ceramiche al tornio e non conoscevano la scrittura, ed erano verosimilmente legati alle culture del nord dell'Anatolia. A poco a poco, altre parti del sito vennero rioccupate, a partire da Büyükkale fino alla città bassa. Durante l'ottavo secolo, la città bassa e Büyükkaya furono progressivamente abbandonate, mentre Büyükkale venne fortificata e fu costruita una cittadella vicino Nişantepe, presumibilmente per contrastare le invasioni di popolazioni nomadi come i Cimmeri. Le popolazioni che occuparono il sito durante i secoli successivi ebbero una cultura materiale tipica dei Frigi, il cui centro d'irradiazione era Gordio nell'Anatolia occidentale: sotto la porta sud-est dell'acropoli è stata ritrovata una statua di notevole fattura della dea Cibele, molto venerata da quella popolazione.
Successivamente, il fiume Halys/Kizilirmak divenne il confine fra la Lidia e la Media e la regione di Ḫattuša passò sotto il dominio di quest'ultima, poi dei persiani Achemenidi nel VI secolo. In questo periodo la densità abitativa di Boğazkale si ridusse notevolmente e le dimensioni dell'abitato rimasero modeste.

### Dal periodo ellenistico ad oggi
L'Anatolia passò sotto la dominazione greco-macedone dopo le conquiste di Alessandro Magno nel 330 a.C. circa, evento che segnò l'inizio del periodo ellenistico. Nei primi anni del terzo secolo a.C. il predominio greco-ellenistico terminò per opera di tribù celtiche migrate in Anatolia attraverso i Balcani, i Galati: la regione Boğazkale passò probabilmente sotto il controllo dei Trocmi, una tribù la cui capitale era Tavio, circa 20 chilometri più a sud. Sono state ritrovate ceramiche decorate risalenti a questo periodo, sia con caratteristiche tipiche della cultura dei Galati sia ellenistiche. Durante questo periodo Ḫattuša tornò a essere una cittadella fortificata e abitata solo nella zona della Città Bassa.
Verso il 25 a.C., i Galati furono a loro volta conquistati dai Romani, e qualche oggetto e tracce di monumenti di questo periodo sono stati ritrovati nel sito. Dopo il 395 d.C., l'Anatolia divenne parte dell'Impero Romano d'Oriente, ma di questo periodo restano poche tracce a Boğazkale.
Fu solo nel decimo e undicesimo secolo dopo Cristo che il sito rifiorì, durante un periodo di crescita economica e demografica dell'Impero bizantino. L'insediamento di questo periodo si trovava per lo più nella Città Alta, in misura minore nella Città Bassa. La collina di Sarikale fu protetta da mura, e probabilmente divenne residenza di un governatore locale; sono state ritrovate una chiesa e alcune tombe risalenti a questo periodo. A giudicare dalle monete ritrovate sul posto, l'occupazione bizantina si interruppe intorno al 1071 d.C., dopo che i Bizantini furono sconfitti dai turchi Selgiuchidi a Manzikert.

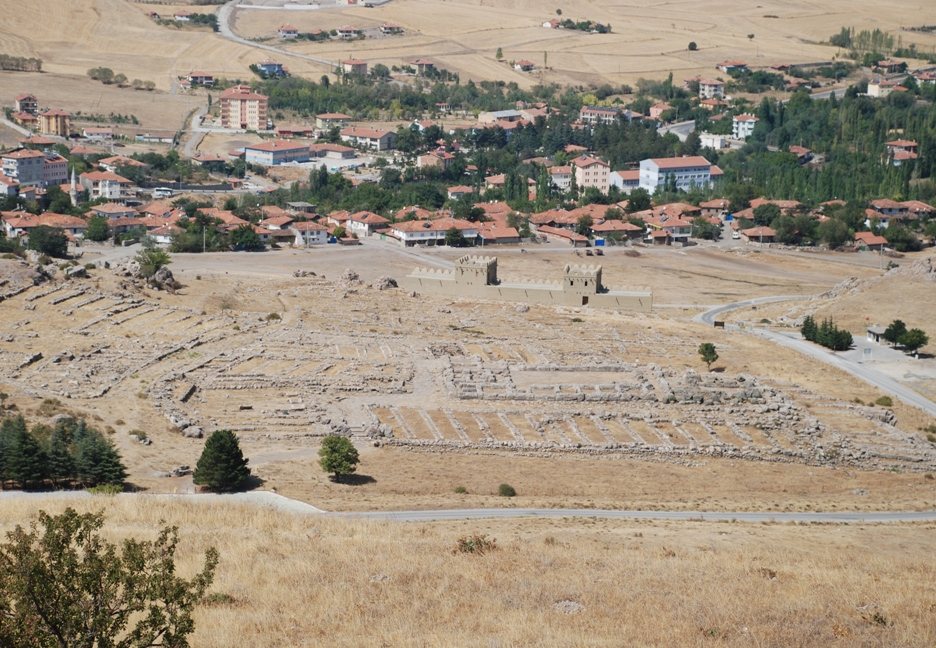
Vista del Grande Tempio della Città Bassa e del villaggio di Boğazkale

Dalla fine dell'XI secolo d.C. l'Anatolia centrale passò sotto il dominio turco e l'area di Ḫattuša rimase scarsamente abitata per la maggior parte di questo periodo. Una popolazione di origini turkmene si stabilì nella regione nel XVI secolo d.C., insediandosi ai piedi dell'antica capitale ittita, in un villaggio chiamato Boğazköy ('villaggio della gola'), oggigiorno Boğazkale ('fortezza della gola').

## Organizzazione, struttura e funzionamento
La maggior parte degli edifici trovati negli scavi di Ḫattuša risulta costruita nel XIII secolo a.C., quando la città era il centro di governo di un impero militare, con una cittadella, dei bastioni e grandi cisterne, costruite all'interno del piano terra degli edifici. La Città Bassa a nord e la più recente Città Alta, situata più a sud, erano circondate da possenti mura, estese più di sei chilometri, che delimitavano una superficie di oltre 165 ettari. Le due parti erano suddivise in quartieri anch'essi protetti da mura, caratteristica che accentuava il carattere militare della città.
La Cittadella (Büyükkale) era arroccata in cima a uno sperone roccioso che, alla sommità, aveva un'ampiezza di 250×150 metri e comprendeva il palazzo, la residenza reale e il centro amministrativo dell'impero. Essa era attraversata da quattro vie di larghezza variabile (parzialmente fiancheggiate da portici) che correvano attorno ai principali edifici dell'amministrazione, agli archivi e al palazzo reale, con la sala di ricevimento a colonne e la residenza reale ai piani più alti.
Il centro storico, nella città bassa, comprendeva un grande tempio dedicato alla coppia divina costituita dal dio della tempesta e dalla dea del sole. Questo tempio era organizzato attorno a un cortile centrale rettangolare ed era dotato di due celle sacre molto appartate, di magazzini e di altri annessi.
Oggigiorno, tutto ciò che rimane sono alcune pietre colossali, come i pilastri della Porta dei Leoni, scavata nelle mura. Altri santuari minori si trovavano nella città nuova, rafforzando l'aspetto sacrale di Ḫattuša.

### Una città da rendere sicura

#### Le fortificazioni

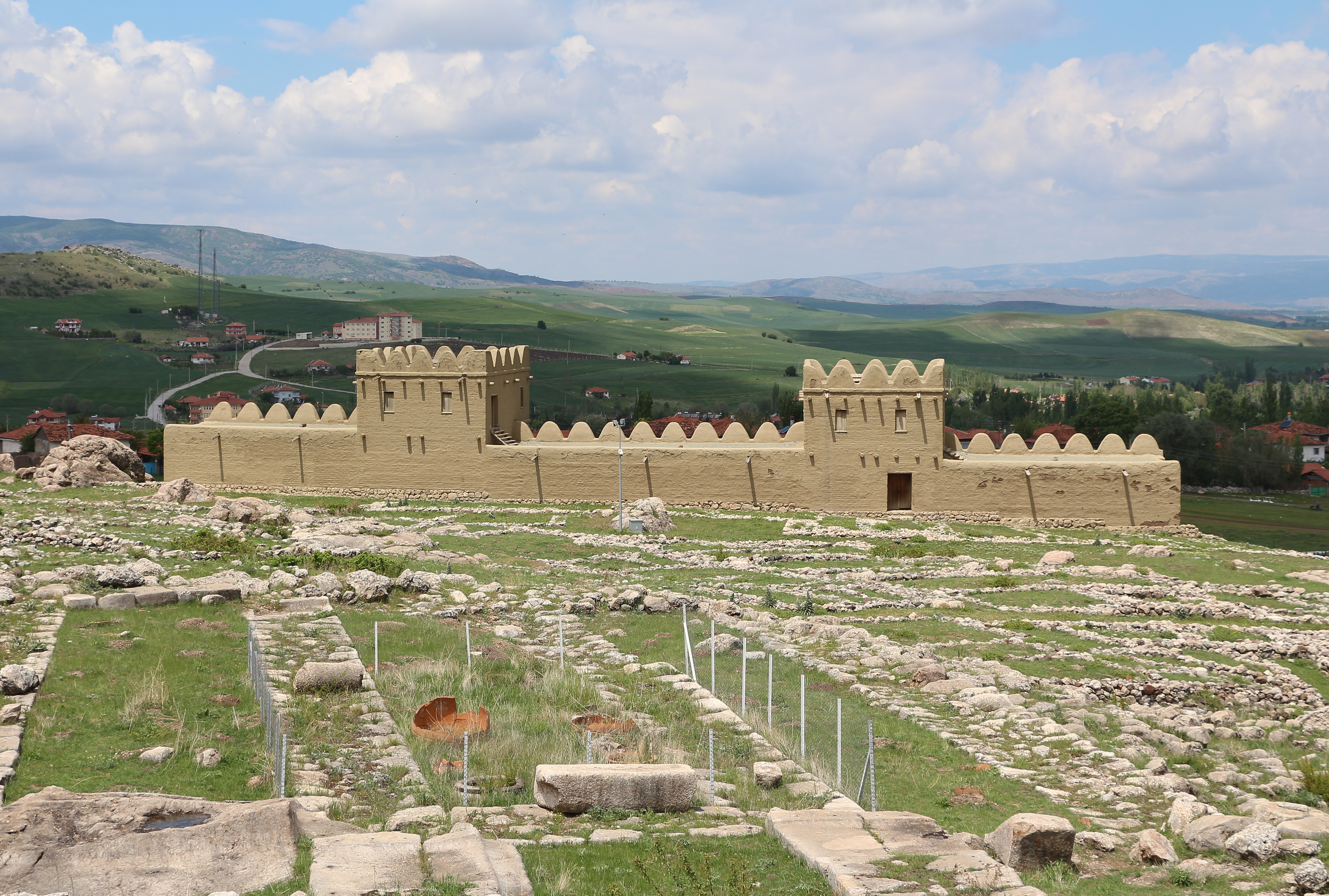
Ḫattuša; le mura ricostruite viste dall'interno

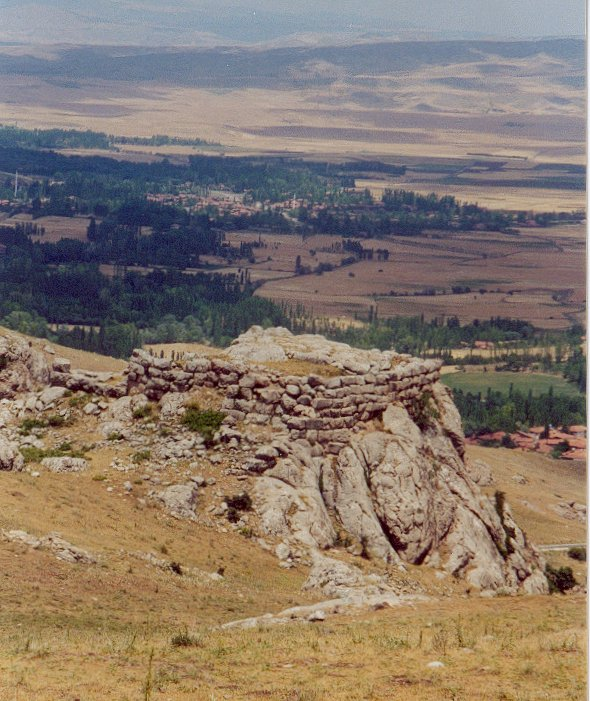
Yenicekale con i resti del fortino

Le mura che circondavano la città di Ḫattuša, al massimo del suo splendore, erano lunghe circa sei chilometri ed erano dotate di molte accessi, alcuni ornati di sculture monumentali come le porte dei Leoni, della Sfinge e del Re.

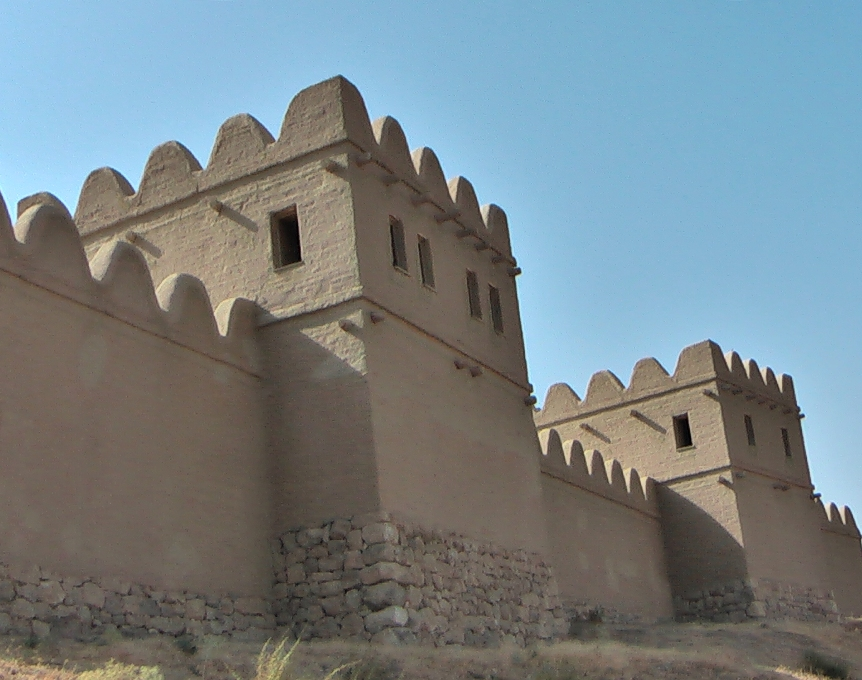
Tratto del muro ricostruito che mostra l'incastro fra le torri e le mura

I costruttori approfittarono il più possibile delle asperità del terreno sul quale innalzarono le fortificazioni, sfruttando i lunghi affioramenti rocciosi per agganciarvi le mura e i burroni per rendere più difficili gli assalti. Nei luoghi dove l'orografia naturale del terreno non forniva alcun vantaggio, costruirono terrapieni e scavarono fossati. Lo sviluppo più impressionante si trovava all'estremità meridionale della città, a Yerkapı, nei pressi della Porta della Sfinge: qui un bastione rettangolare di terra era largo circa 64 metri alla base, lungo 250 metri e si rastremava salendo, raggiungendo un'altezza di circa 8 metri e sovrastando il fossato che lo circondava di oltre 30 metri. La superficie inclinata del bastione era lastricata in modo da risultare priva di appigli e due strette scale si trovano sui due lati più corti, all'esterno delle mura. Durante un assalto, gli assalitori avrebbero dovuto affrontare una salita difficile per l'inclinazione e la mancanza di punti dove aggrapparsi. Inoltre si sarebbero trovati allo scoperto, esposti ai difensori della città. La funzione dei bastioni di Yerkapi non era strettamente difensiva, anche perché subito a est e a ovest del bastione esistevamo punti della mura più bassi e più facilmente attaccabili: forse questo imponente tumulo aveva lo scopo di impressionare i visitatori che da lì entravano in città.
Le fondamenta delle mura interne ed esterne erano costituite da pietre sbozzate di enormi dimensioni (mura ciclopiche), che erano collegate anche a muri interni a intervalli regolari. Lo spazio all'interno del muro tra queste pareti (interne ed esterne) era riempito di macerie, in modo da rallentare ulteriormente l'assalitore che fosse riuscito ad arrivare fino a quel punto. Questo muro inferiore era alto 9 metri: la parte superiore era costruita con mattoni di fango, con un'impalcatura di grandi travi di legno. Nel 2003 un tratto delle mura è stato ricostruito tramite un progetto sperimentale, utilizzando le tecniche di allora e raffigurazioni in terracotta di tratti di mura ritrovate a Ḫattuša..
Nei punti più critici, ovvero le porte principali, le mura erano rinforzate da una parete anteriore posta a 7,50 metri di distanza e larga un metro. Altre mura interne, collegate alle principali, proteggevano ulteriormente i diversi settori della città, soprattutto la cittadella di Büyükkale, per rallentare e ostacolare ulteriormente gli assalitori che fossero riusciti a superare le mura principali. Costoro, per conquistare la città avrebbero dovuto assaltare e sopraffare anche le difese supplementari dei suoi punti nevralgici. Il sistema difensivo era ulteriormente rinforzato da torri collocate ogni 30 metri lungo le mura e vicino alle porte, oltre che sul muro anteriore nei punti più elevati; queste torri erano a base rettangolare (10 × 15 metri per quelle che sorgevano a difesa delle porte principali). È possibile che questo sistema difensivo fosse ulteriormente rinforzato all'interno della città da fortini situati su promontori rocciosi (Yenicekale, Nişantepe e Sarıkale), ma questi edifici potrebbero avere avuto invece una funzione religiosa.

#### Le porte e le postierle
Le possenti mura di Ḫattuša erano attraversabili in tempo di pace grazie a una serie di ingressi con una dislocazione e una struttura architettonica ben pensata. Le porte meglio conservate sono situate nella sezione meridionale del muro: al centro, sul bastione a protezione di Yerkapı, si trova la porta chiamata dagli archeologi "Porta delle Sfingi", poiché le quattro imponenti statue monolitiche che incorniciano la porta raffigurano creature ibride con la testa di donna, il corpo di leone e le ali di rapace. Questa è l'unica delle porte della città situata direttamente sotto una torre, perché era accessibile solo a piedi, tramite le due strette scale che salivano lungo il bastione di Yerkapi.

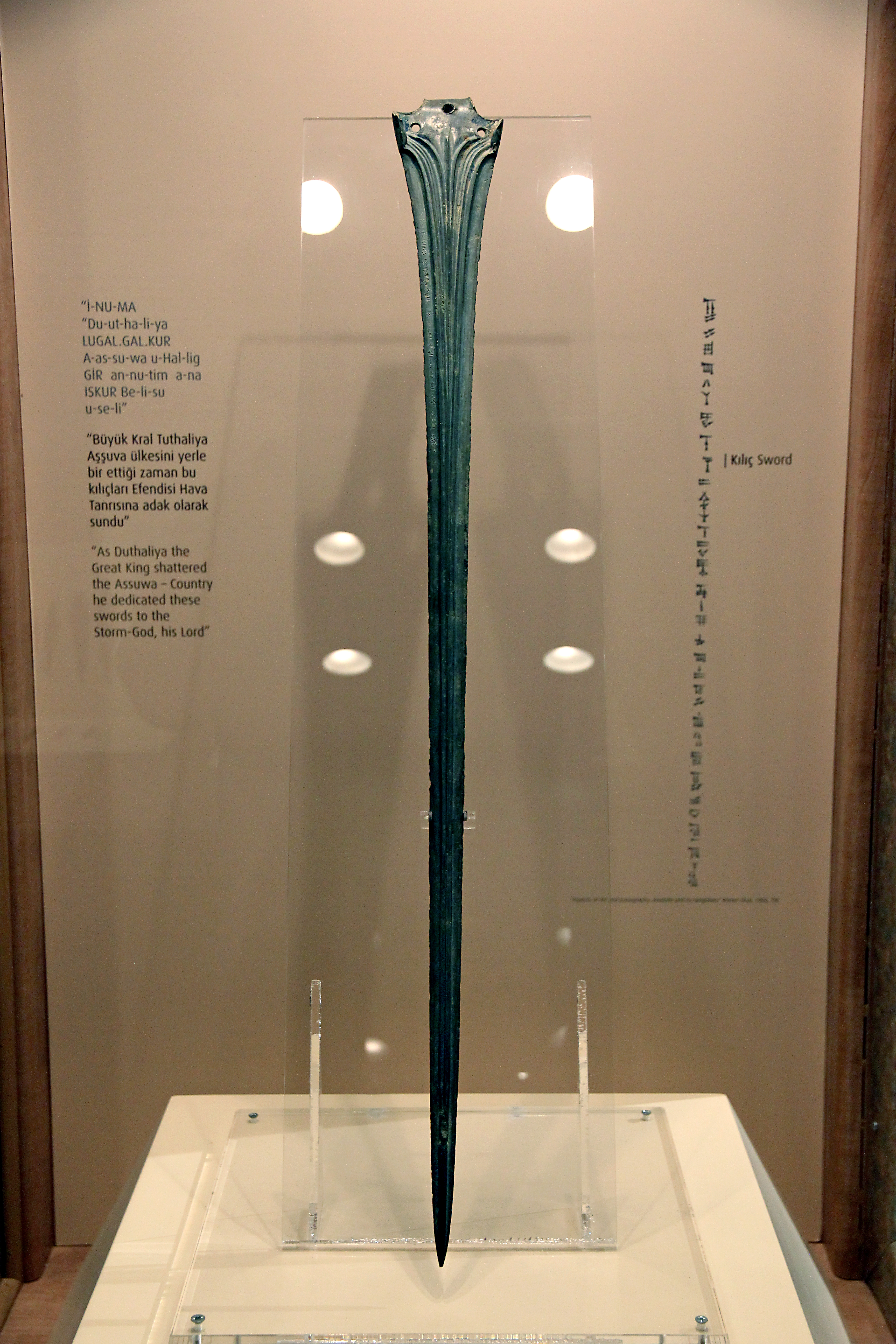
Spada micenea ritrovata presso Ḫattuša conservata nel museo Corum

A circa 500 metri a ovest e a est si trovano rispettivamente la "Porta dei Leoni" e la "Porta del Re", le altre due porte principali della città alta: esse sono accessibili tramite rampe, ed ognuna è protetta da due torri. La prima prende il nome da due grandi statue di leoni (testa, torace e gambe anteriori) scolpite sui pilastri che la sostenevano. Nei pressi di questa porta, nel 1991, fu ritrovata una spada di tipo miceneo risalente ai tempi del re Tudhaliya I/II, con un'iscrizione incisa sulla lama: 
La seconda non era decorata sul lato esterno ma su quello interno, con un bassorilievo raffigurante un dio armato di ascia e di spada. Originariamente interpretata come la statua di un re guerriero, probabilmente rappresenta il dio Sarruma, figlio del dio della tempesta Teshub e della dea del sole Hebat, nonché protettore e patrono del re Tudalya IV. Entrambe le porte erano costruite in modo simile, ad arco parabolico, largo oltre 3 metri e alto circa 5 metri. Le porte che le chiudevano erano di legno, con un'armatura di bronzo. Sul lato ovest della città alta sono state individuate altre due porte, anche queste ad arco parabolico e fiancheggiate da due torri. Sono mal conservate, e non sono state ritrovate decorazioni nei loro pressi.

Le porte di Ḫattuša
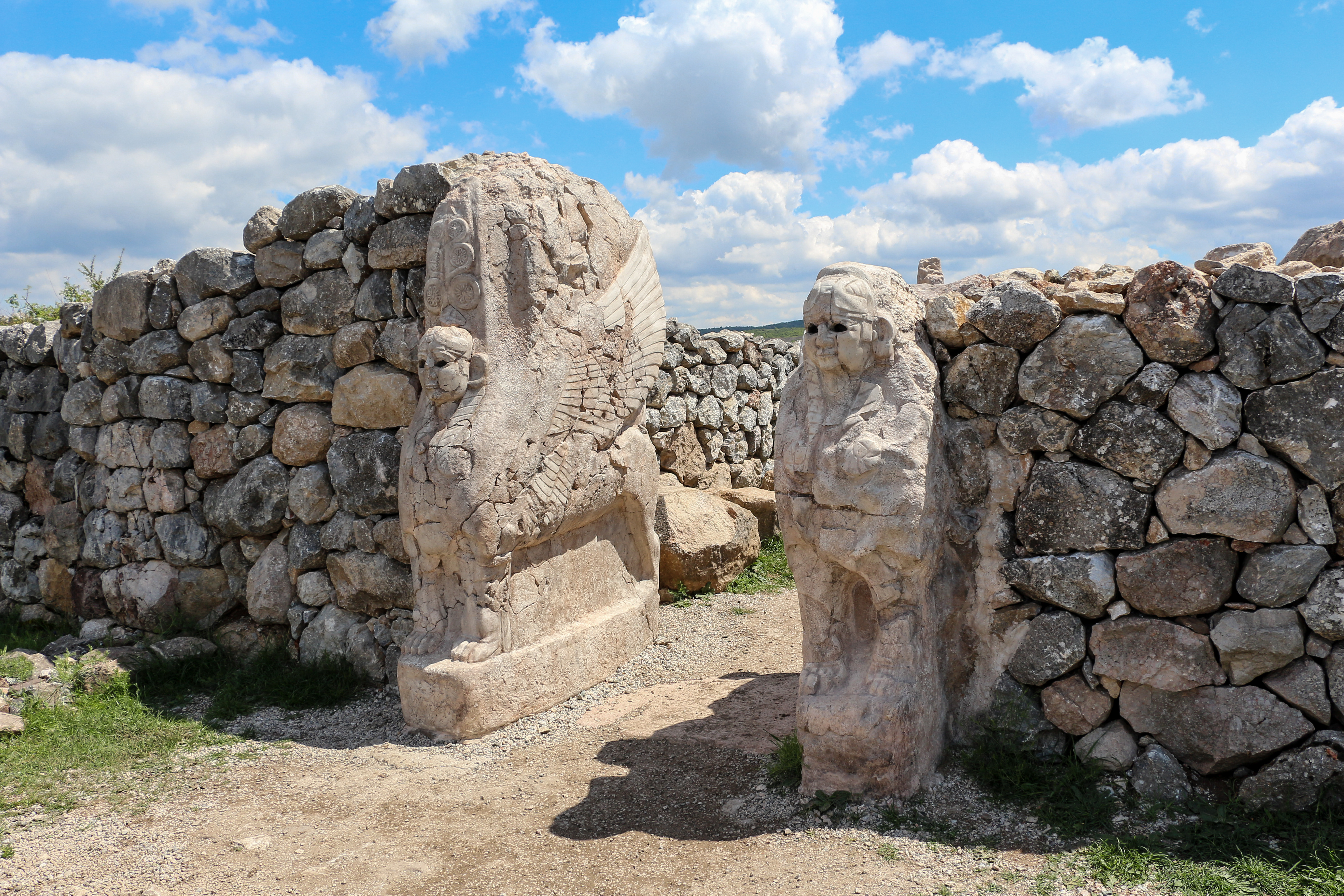
La Porta delle Sfingi
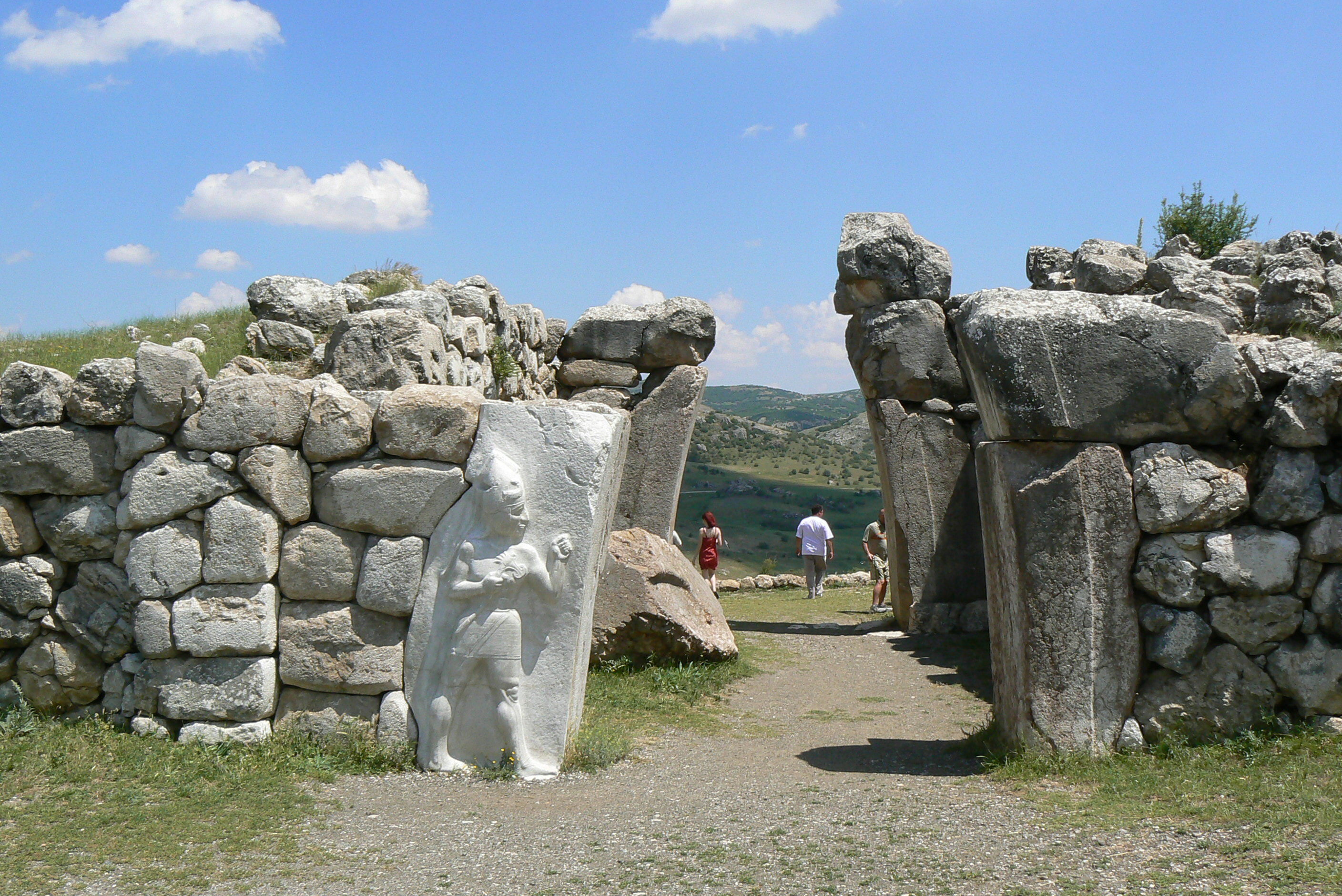
La Porta del Re, ad arco parabolico, con il bassorilievo restaurato di un dio guerriero
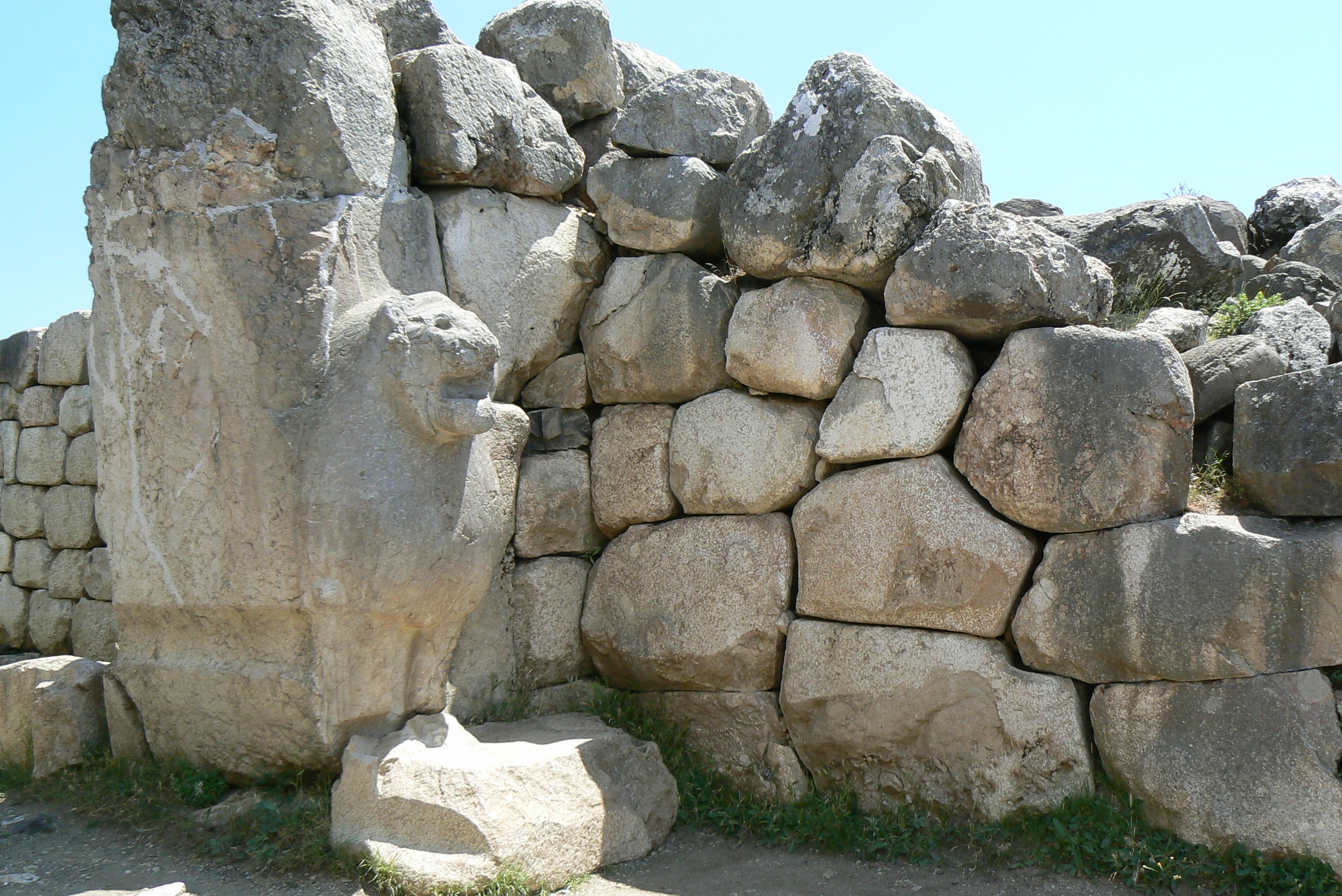
La Porta dei Leoni, scultura di un leone protettore

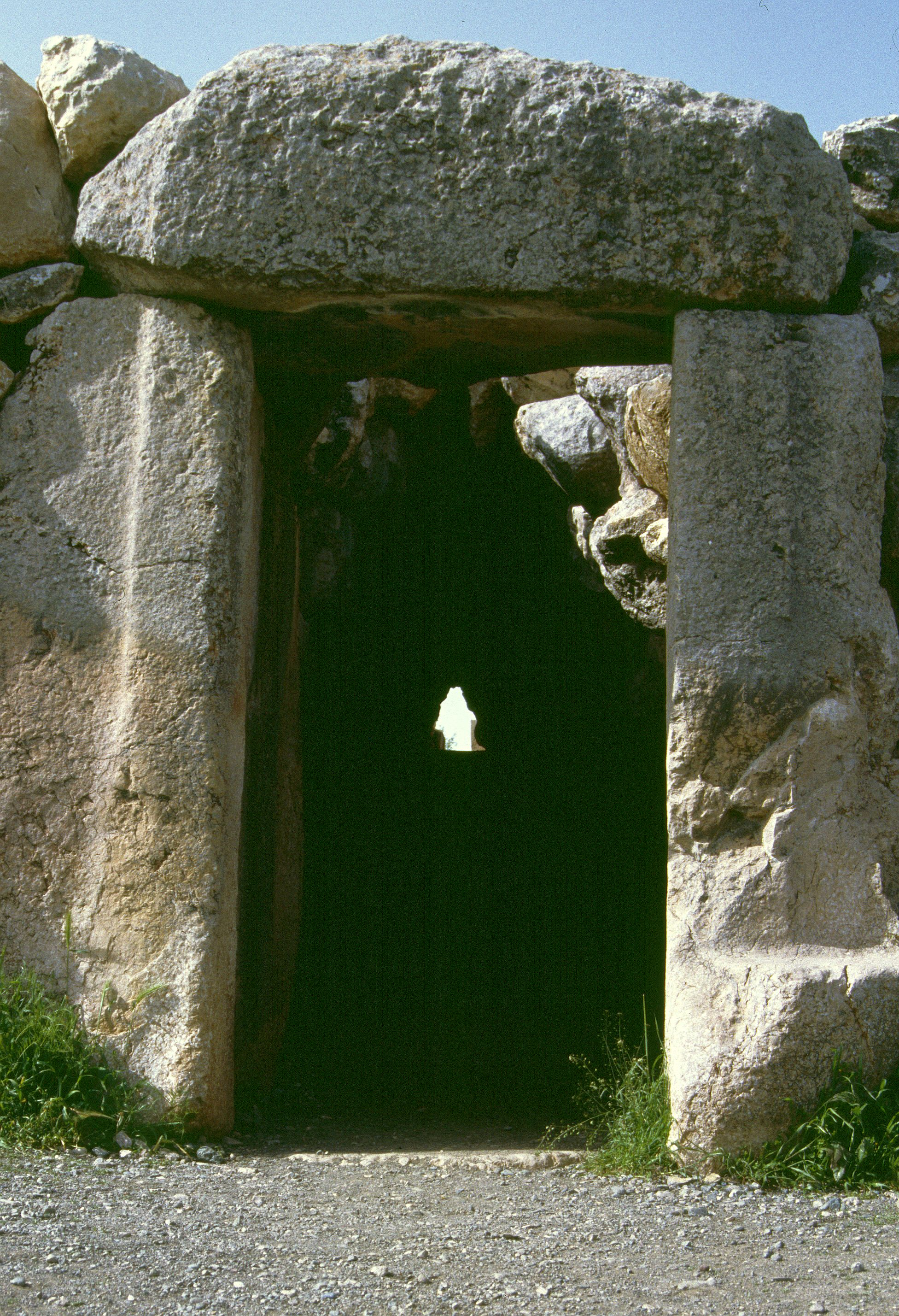
La postierla di Yerkapı

Sotto le mura di Ḫattuša in alcuni punti strategici erano scavate delle gallerie: si tratta di lunghi cunicoli sotterranei che mettevano in comunicazione l'interno con l'esterno della città; forse servivano per eseguire sortite offensive durante gli assedi, ma il fatto che siano e fossero facilmente visibili rende problematica questa interpretazione, poiché gli aggressori avrebbero potuto identificarli rapidamente. Sono costruiti con pietre di forma grossolana disposte a sbalzo. Una postierla, probabilmente la più antica, si trova nel muro tra la Città Bassa e la Città Alta. La più lunga galleria è invece quella costruita sotto la Porta della Sfinge (oltre 80 metri), proprio sotto il bastione di Yerkapı.

#### L'organizzazione della sicurezza: il ruolo dello hazannu
La sicurezza della capitale ittita era responsabilità di un funzionario chiamato con il titolo accadico di hazannu, comunemente tradotto come "borgomastro" o "sindaco", anche se il suo ruolo non corrispondeva a questa moderna carica amministrativa. Questi era assistito da due funzionari per ciascuno dei due distretti in cui era suddivisa la capitale, coadiuvati da guardie addette all'ordine interno e alla sorveglianza delle torri e fortezze della città. Era compito del hazannu, o dei suoi subalterni, controllare che, allo scendere della notte, ciascuna delle porte della città fosse ben chiusa e sorvegliata. Essi dovevano suggellare le porte col sigillo personale, e poi controllare all'alba che i sigilli non fossero stati rotti e le porte aperte. 
In caso di assedio, il comando delle operazioni passava ai comandanti militari del regno, e la guarnigione della capitale veniva rinforzata. Lo hazannu e il suo personale erano anche responsabili del controllo degli incendi scoppiati in città, un pericolo frequente e permanente: numerosi incendi sono documentati nella capitale, sia dai testi che dai dati archeologici.

#### L'approvvigionamento
Una città dell'importanza di Ḫattuša non doveva solo premunirsi contro attacchi e incidenti gravi, ma doveva anche garantire la sicurezza alimentare. Il primo problema da risolvere era l'approvvigionamento idrico, essendo Ḫattuša situata in una zona a clima continentale secco; da questo punto di vista il sito era in condizioni favorevoli, in quanto dotato di diverse fonti naturali. Ciò però non era sufficiente e si dovettero costruire vari acquedotti che portavano l'acqua da fonti esterne alla città.
Gli Ittiti inoltre costruirono bacini per la raccolta dell'acqua in due punti della città. Due si trovano nella parte orientale della Città Alta e sono stati individuati dalle tracce residue dei loro bordi. Il meglio conservato misura 60 × 90 metri. Alimentati da fonti interne ed esterne alla città, erano rivestiti di argilla impermeabile, e loro bordi erano rinforzati con lastre di calcare. Sono stati rinvenuti tubi di argilla passanti sotto la Porta del Re, per la fornitura di acqua dall'esterno della città. Negli ultimi tempi, tuttavia, gli studiosi hanno avanzato ipotesi alternative sulla funzione di questi bacini osservando che si trovavano nei pressi di luoghi di culto e che dunque avrebbero potuto avere una funzione religiosa.
Cinque fosse artificiali sono state ritrovate a sud, nella Città Alta, vicino a Yerkapı, scavate direttamente nella marna, impermeabile in modo naturale. Questi bacini erano stretti, ma profondi (fino a 8 metri), e si trovavano su di un'altura, cosa che avrebbe facilitato la redistribuzione dell'acqua. Non essendo però state trovate tracce di tubazioni nei dintorni, non si conosce l'esatta provenienza dell'acqua, né dove questa fosse diretta.

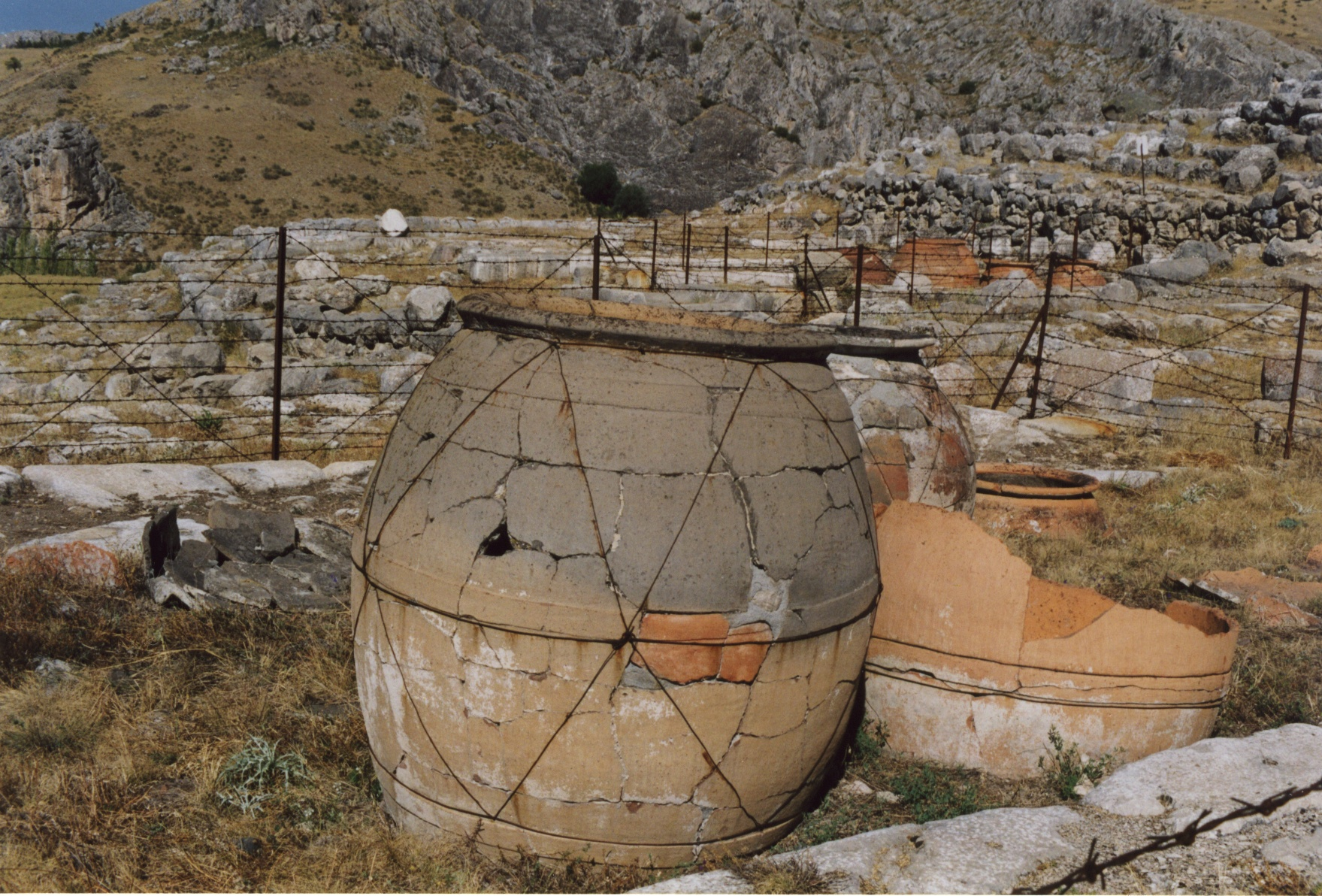
I magazzini per cereali

Il secondo problema era l'approvvigionamento alimentare, legato soprattutto alle forniture di grano, alimento base della popolazione. Sono stati scoperti due gruppi di sili, uno nella Città Bassa, vicino alle mura che la separavano da quella alta e l'altro a Büyükkaya. Il primo era lungo 60 metri e largo 30-40 metri, e comprendeva sedici camere di stoccaggio, disposte in parallelo in due file di otto. Undici sili sono stati identificati a Büyükkaya (vedi più avanti). La capacità di stoccaggio complessiva è stata stimata tra i 7 000 e 9000 m³, quasi 6 000 tonnellate di grano: una simile quantità sarebbe stata sufficiente a sfamare per un anno tra le 20 000 e 30 000 persone, una cifra coerente con le ipotesi sul numero di abitanti di Ḫattuša, che variano tra i 10 000 e 40 000 abitanti, a seconda delle epoche e del tipo di analisi.
Ma questi sili non erano destinati solo ai rifornimenti della capitale, perché probabilmente erano magazzini per la conservazione del grano raccolto dallo Stato sui terreni demaniali o proveniente dalle tasse, grano che poteva essere ridistribuito a seconda delle necessità. Ḫattuša doveva essere un punto di raccolta speciale per via della sua importanza politica, strategica e demografica. La gestione dei magazzini alimentari era affidata ad amministratori (identificati nei testi con il termine sumero AGRIG) che venivano inviati nelle principali città. Inizialmente scelti fra servi fidati o nobili caduti in disgrazia, col tempo acquistarono più prestigio, senza mai entrare nella classe dei nobili. L'AGRIG di Ḫattuša era il più importante e il più alto di rango, e aveva anche il compito di elargire distribuzioni di grano durante le principali feste religiose. La gestione del bestiame o del vino era affidata ad altri funzionari, che avevano anche accesso ai magazzini di Stato (É.NA4KIŠIB, dove erano conservate anche le armi). Ogni AGRIG provinciale aveva un magazzino a Ḫattuša, e questo indicherebbe il ruolo della città come centro di redistribuzione per tutto il regno. Gli abitanti della città avevano accesso al grano tramite razioni distribuite come salario dagli organismi per cui lavoravano, i quali sfruttavano le valli circostanti Ḫattuša. Non ci sono informazioni sulla presenza di mercati alimentari.

#### Büyükkaya e la conservazione del grano
Viste dalla Città Bassa, le rocce frastagliate di Büyükkaya (Grande Roccia) sono impressionanti, ergendosi improvvisamente fino a circa 100 metri di altezza dal fondovalle. Già dal calcolitico esisteva piccolo insediamento sulla sua vetta, circa 4000 anni prima dell'arrivo degli Ittiti. Nell'età del bronzo vi risiedevano popolazioni Hatti. Successivamente i nuovi occupanti Ittiti costruirono un edificio monumentale, di cui rimangono solo le fondamenta, proprio sulla sommità di Büyükkaya.
In realtà, la vera natura di Büyükkaya è visibile raggiungendola dall'esterno, provenendo da nordest: avvicinandosi da Yazilikaya si nota che si tratta di una lunga cresta alta che termina improvvisamente in un precipizio di fronte a Ḫattuša.
In origine, nel XVI secolo a.C., questo crinale fu fortificato solo lungo il lato sudest, il meno ripido, a partire dalla gola di Ambarlikaya (la gola che lo separa dalla città). Le mura furono in seguito allungate a proteggere il lato nord, fino a raggiungere il tratto settentrionale esterno delle mura della città, il quale, con ampio arco (ipotetico), si ricongiungeva al muro meridionale della Città Bassa. Più tardi, circa nel XIII secolo a.C., sul lato nord di Büyükkaya un altro muro di fortificazione fu eretto, fino al muro interno della Città Bassa, trasformando questa collina in una fortezza eccezionalmente ben protetta.
Nel XIII secolo a.C. Büyükkaya fu trasformata in un granaio gigante: le riserve di grano erano qui conservate in fosse lastricate rettangolari, scavate nel terreno. Il più grande di questi contenitori di stoccaggio misurava 12 x 18 m per due metri di profondità, con una capacità di almeno 260 tonnellate di grano. Sono stati scoperti finora 11 di questi contenitori, ma forse erano più numerosi. Una volta che questi depositi erano pieni di grano, venivano ricoperti con uno spesso strato di terreno: così il grano, separato ermeticamente dall'aria, consumava ciò che rimaneva dell'ossigeno e saturava l'ambiente di anidride carbonica. L'atmosfera così modificata costituiva una protezione da eventuali danni da parassiti: nessun organismo vivente, dai ratti ai topi fino agli scarafaggi ed ai funghi, poteva sopravvivere, un sistema di conservazione ottimale che poteva mantenere intatto il grano per anni. Questo stesso sistema viene utilizzato ancor oggi in molti paesi del terzo mondo ed anche in alcune parti della Turchia.

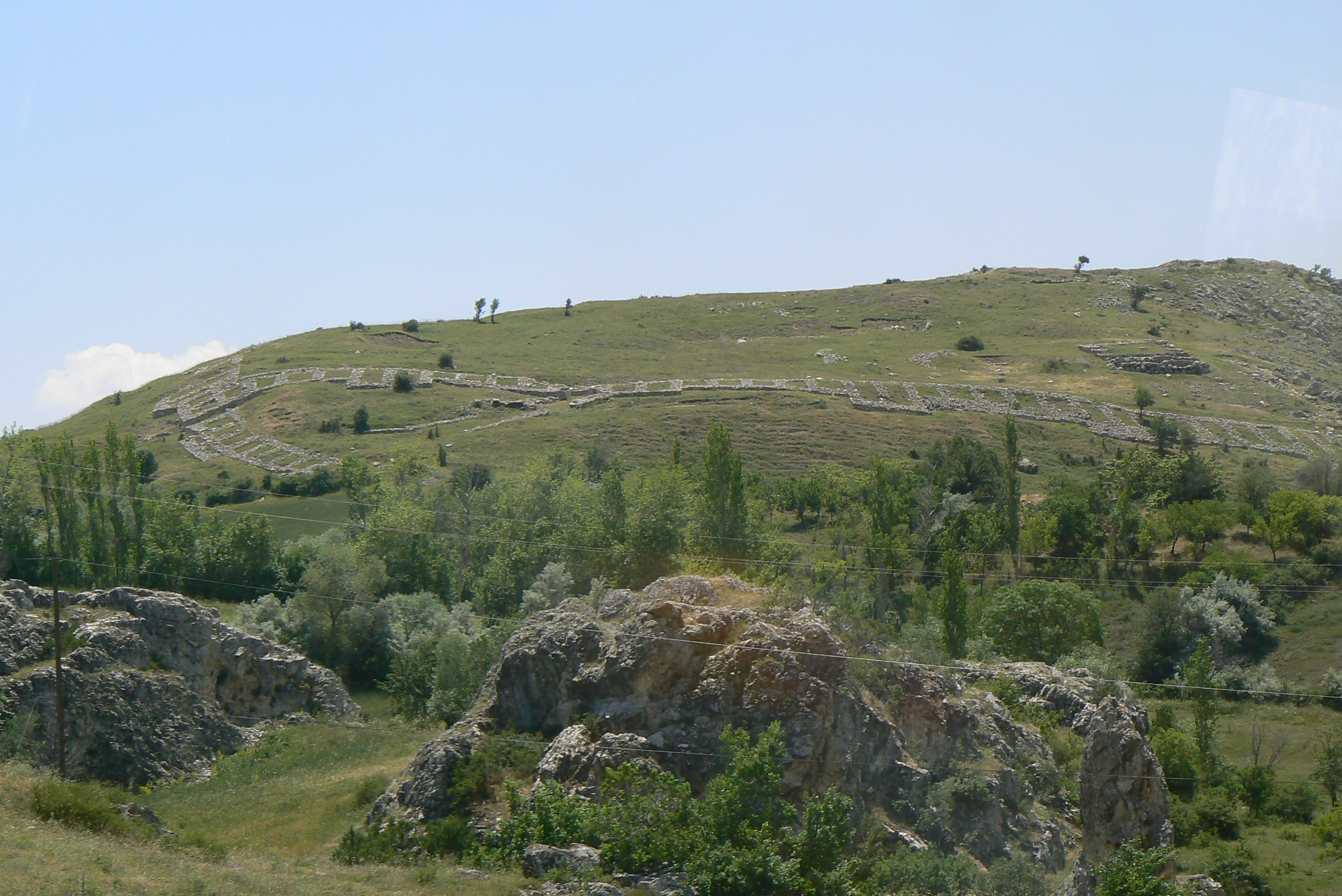
Büyükkaya

### Il centro politico del regno

#### La cittadella di Büyükkale

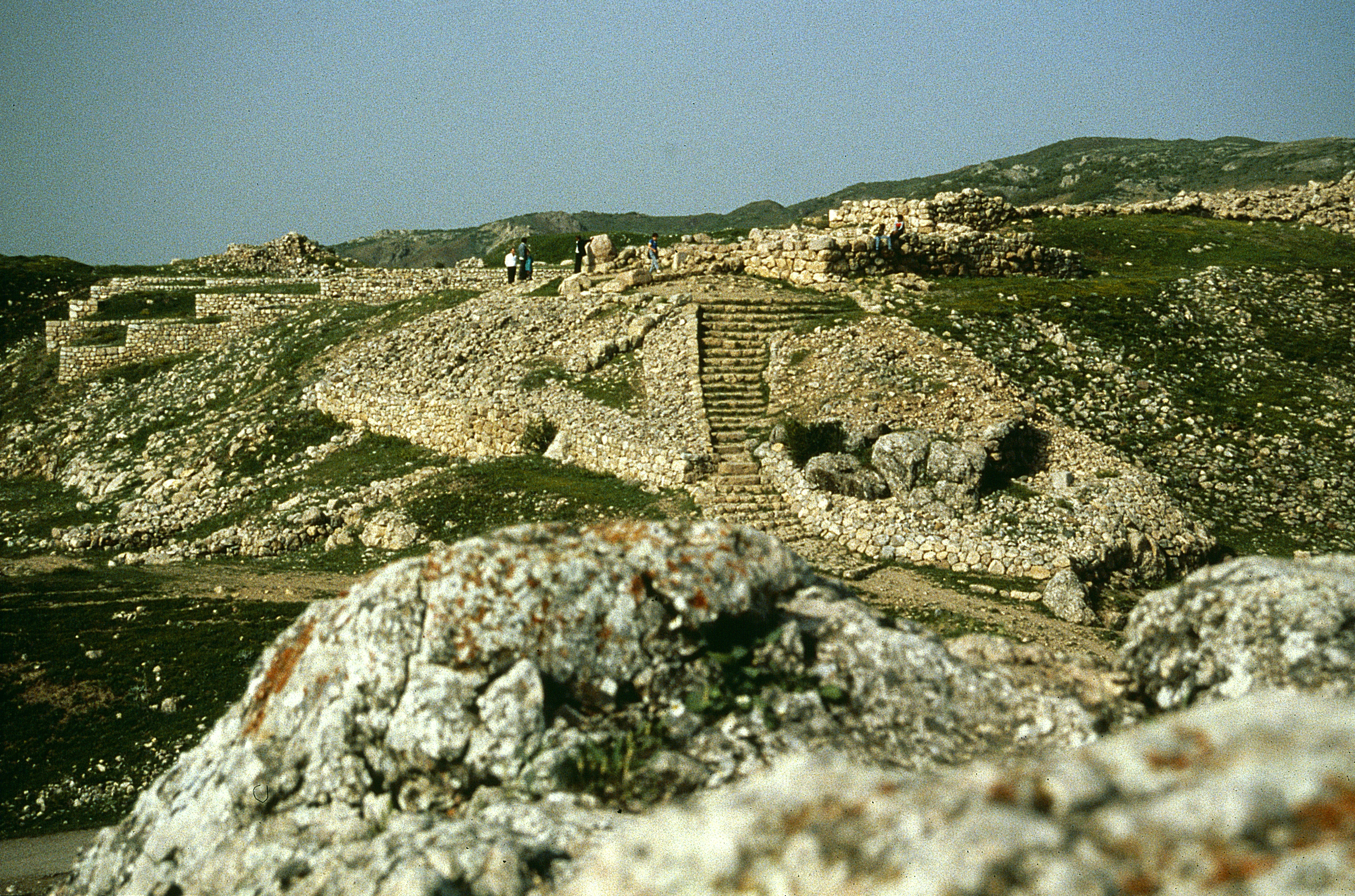
La cittadella di Büyükkale

Il cuore politico del regno ittita, con il palazzo reale, era costruito su un altopiano relativamente pianeggiante di 250 × 150 metri, conosciuto oggi come Büyükkale. Una cittadella era già stata costruita nel terzo millennio a.C., ma le strutture che conosciamo risalgono al tardo regno ittita. Il complesso fu ristrutturato durante la seconda metà del XIII secolo a.C., ma l'opera non fu completata fino al regno di Šuppiluliuma II poco prima dell'abbandono di Ḫattuša.
L'insieme era protetto da una cinta muraria apposita che lo separava dal resto della città, ma era comunque collegato alla rete di fortificazioni interne ed esterne. Vi si accedeva da un ingresso principale che si trovava nell'angolo sud-ovest, collegato alla parte alta della città da un ponte lungo 85 metri. Questa porta era simile a quelle della città alta, fiancheggiata da due torri e custodita da due leoni scolpiti su monoliti. Altre due porte permettevano l'accesso al complesso palaziale: una a sud-est, mal conservata, ed un'altra, nella parte meridionale del muro ovest della cittadella, che collegava il complesso alla Città Bassa. Le piccole dimensioni di quest'ultima permettevano il passaggio ai soli pedoni.

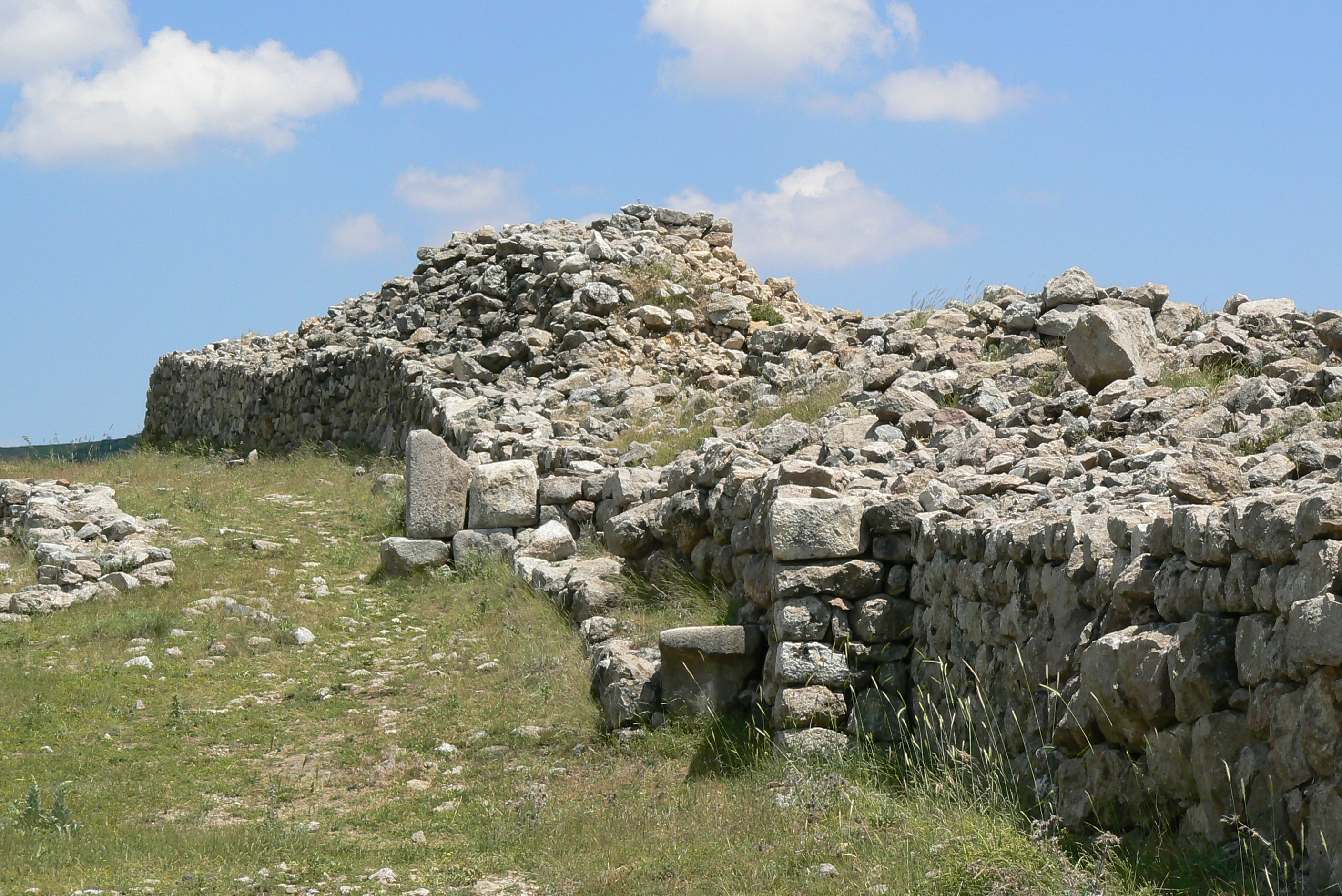
Le mura della cittadella reale

La porta sud ovest si apriva su una piccola corte attraverso la quale si accedeva alle diverse parti del complesso del palazzo, organizzato attorno a tre cortili successivi che raggiungevano gli appartamenti reali, posti in cima all'Acropoli, a nord, a strapiombo sulla Città Bassa. Il cortile inferiore era circondato da diversi edifici dotati di portici ed è senza dubbio il più recente del complesso. Tra questi edifici, quello denominato M è stato identificato come dedicato all'amministrazione e quello denominato H come magazzino, composto da quattro locali di stoccaggio allungati e paralleli. Questo insieme era utilizzato come posto di lavoro e residenza per una parte del personale del palazzo, comprese le Guardie Reali. L'edificio C, collocato a ovest, è stato identificato come un ambiente dedicato al culto.

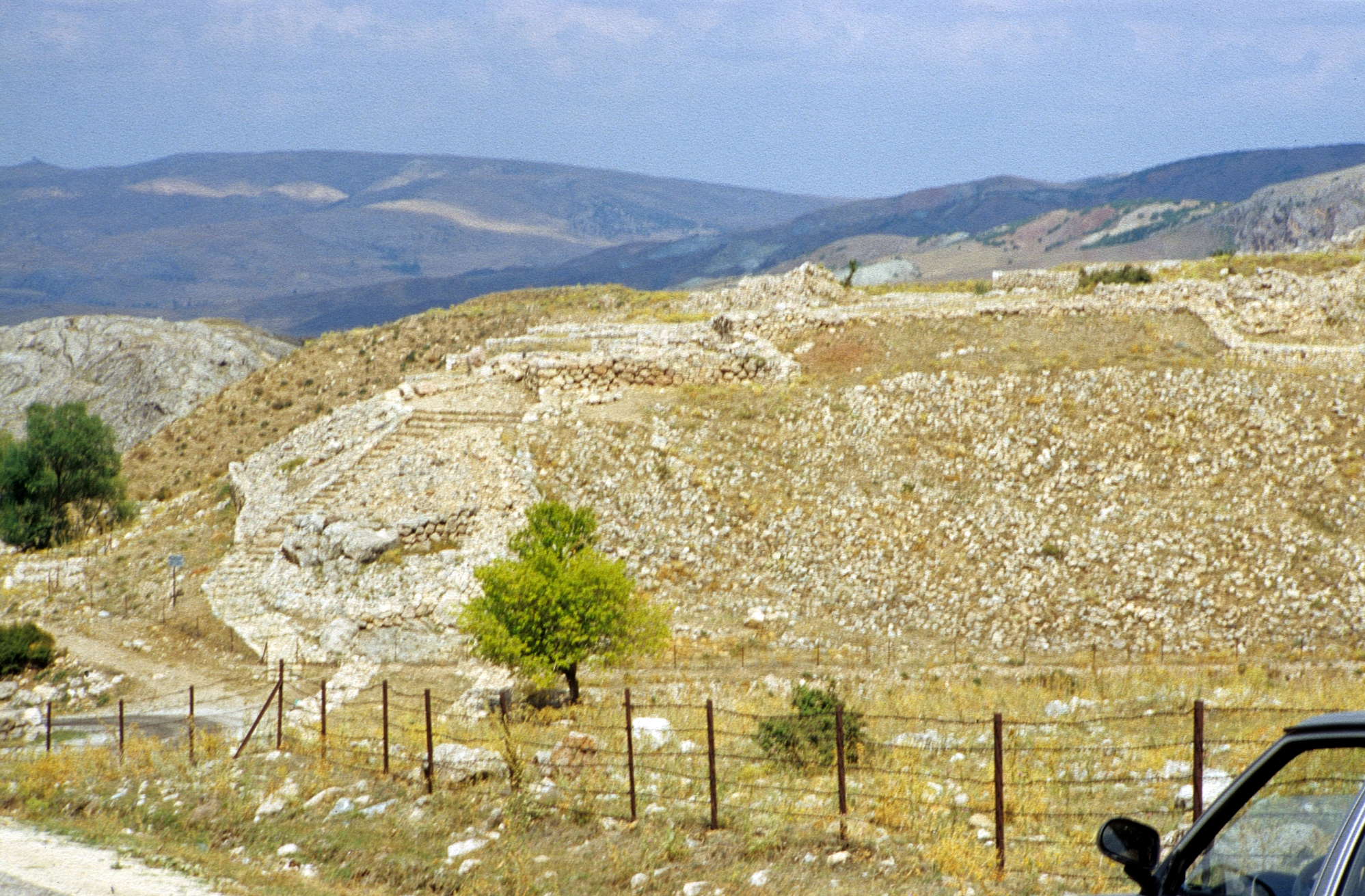
La cittadella di Büyükkale

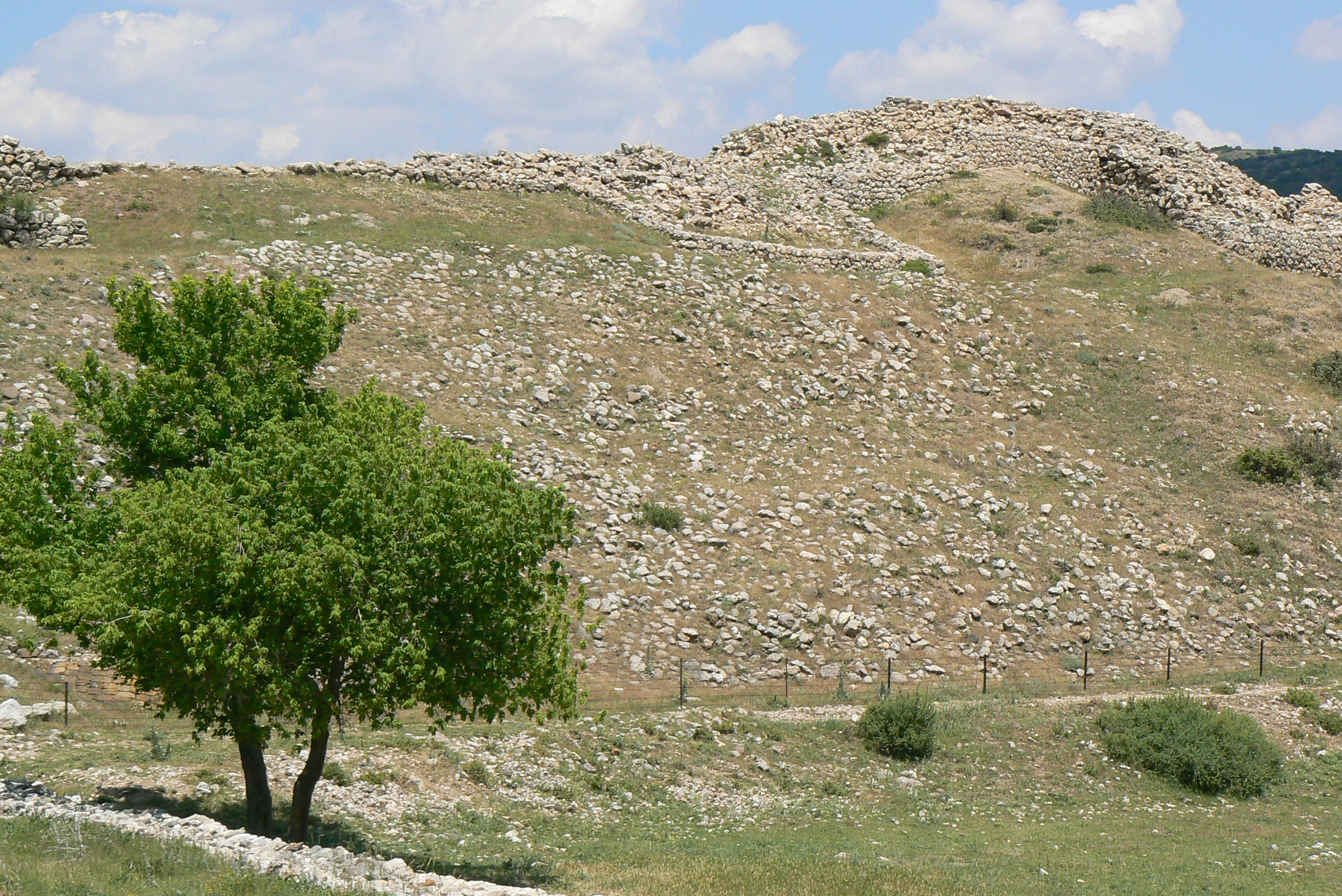
La cittadella reale vista da sud

È nel palazzo A, situato nella parte est della corte, che è stata trovata agli inizi del XX secolo la maggior quantità degli "archivi reali" ittiti. Era costituito da quattro locali di conservazione con un tetto sostenuto da colonne, serviti da un corridoio laterale di 30 metri di lunghezza. Si presume che le tavolette fossero conservate su scaffalature di legno sostenute dalle file di colonne. Gli altri edifici della cittadella in cui sono state rinvenute tavolette sono quello denominato K situato vicino alla porta sud-est e gli edifici D ed E in cima alla cittadella.
Questi archivi comprendevano documenti relativi alla vita del palazzo ed alla sua amministrazione, ma anche testi politici, corrispondenza diplomatica, contratti, testi letterari e testi di rituali religiosi, avendo il re anche la funzione di sacerdote.
Una porta monumentale separava la corte inferiore dalla più grande corte intermedia colonnata, posta al centro dell'acropoli. Dal suo lato occidentale si accedeva, attraverso un portale monumentale, ad un palazzo circondato da un colonnato con le colonne disposte in file di cinque, il Palazzo D: questo è stato identificato come un edificio di rappresentanza, dove il re accoglieva i visitatori provenienti dal regno o dall'estero durante i ricevimenti ufficiali. La corte mediana è delimitata sul lato nord dalla corte superiore, anch'essa circondata da colonne, ma di dimensioni minori. Sul suo lato occidentale sono stati trovati due edifici (E e F), che probabilmente costituivano gli appartamenti reali (denominati nei testi halentuwa).

#### La corte ittita e l'amministrazione centrale del regno
L'acropoli di Ḫattuša era il luogo dove risiedeva il re con la sua famiglia, circondato dai più alti dignitari del regno, nei testi chiamati "figli del re", DUMU LU.GAL), e da una complessa e centralizzata struttura amministrativa che comprendeva i DUMU E.GAL, "figli del palazzo". I DUMU LU.GAL non erano necessariamente figli del re, ma nobili della ristretta cerchia famigliare del re e non avevano incarichi fissi, ma venivano impiegati alla bisogna in compiti di alta responsabilità (ad esempio, Muwatalli II affidò a suo fratello il controllo militare della parte nord del regno). I DUMU E.GAL erano dipendenti dello stato che potevano avere compiti assai diversi, dagli scribi agli addetti alle pulizie. I SAG erano funzionari di altissimo rango, come il responsabile degli scribi su creta ed il responsabile degli scribi su legno, che godevano della fiducia del re e che potevano svolgere svariate funzioni, fra cui quella di governatore e di ambasciatore.
Il re dimorava in cima alla cittadella, nella zona chiamata halentuwa nelle fonti ittite. Questa era anche un luogo importante per diverse cerimonie religiose, e potrebbe essere identificata con i Palazzi E e F. Nello stesso ambiente dovevano risiedere le sue molte mogli, i suoi figli, fratelli e sorelle non sposate, nonché i servitori. Questo insieme di persone viveva nella metà settentrionale dell'Acropoli intorno ai due cortili principali. Il re aveva una sua guardia personale, i Mešedi, alloggiata vicino agli appartamenti reali e guidata dal capitano della guardia (GAL.MEŠEDI), spesso un membro della famiglia reale e uno dei personaggi più importanti del regno. Diversi testi elencano le funzioni di alcune di queste persone, tra cui i membri della famiglia reale, gli ufficiali, e soprattutto le guardie reali. Il personale di palazzo descritto in questi documenti è molto eterogeneo: un ciambellano, un maggiordomo e poi sacerdoti, medici, paggi, facchini, addetti alle pulizie, ed altri ancora. Una rigida etichetta governava la vita di corte.
La Cittadella era il centro del regno ittita, da dove il paese veniva governato sia in tempi normali, sia quando il re doveva lasciare il palazzo per obblighi militari o religiosi, cosa che accadeva frequentemente. Questo centro amministrativo era denominato Casa del Re, comprendeva numerosi dignitari, la cui funzione è spesso mal conosciuta, ed era il luogo da dove venivano amministrati i possedimenti del re. Tali funzioni venivano svolte negli edifici che circondavano la corte inferiore. Data l'importanza politica del regno, molti dignitari stranieri si recavano in visita alla corte ittita per ragioni diplomatiche: questi venivano ufficialmente ricevuti nella sala a colonne del Palazzo D. Poiché, al tempo, non esistevano ambasciate permanenti, i visitatori ufficiali erano ospiti diretti del sovrano. La corte ittita era un universo cosmopolita perché il re spesso chiamava al suo servizio specialisti stranieri (architetti, medici, scribi) in particolare dalla Mesopotamia (Babilonia e Assiria).
A causa delle dimensioni relativamente ridotte di Büyükkale, non tutti i membri dell'amministrazione del palazzo potevano risiedervi e quindi dovevano alloggiare in altre parti della città non ancora identificate. In ogni caso le funzioni amministrative debordavano dalla cittadella: un edificio che può avere avuto una funzione amministrativa è stato identificato nella Città Bassa, la "Casa della collina" fra il Tempio I e Büyükkale, con una base di 32 x 36 metri, con un piano organizzato intorno a un grande spazio centrale. Vi sono state ritrovate tavolette di argomento letterario ed educativo, e per tale ragione potrebbe essere stato utilizzato come scuola. Anche le costruzioni poste sui promontori rocciosi (Yenicekale, Nişantepe e Sarıkale) possono aver avuto funzioni amministrative: questo è quasi certo per l'edificio sito a Nişantepe, situato a sud dell'Acropoli, dove sono state ritrovate più di 3 500 bolle di argilla con le impronte dei sigilli di re e funzionari reali, e alcune tavolette recanti donazioni di terra che risalgono al periodo che va da Šuppiluliuma I fino alla fine del regno.

### Un centro religioso del regno ittita

#### Il Grande Tempio (Tempio 1)

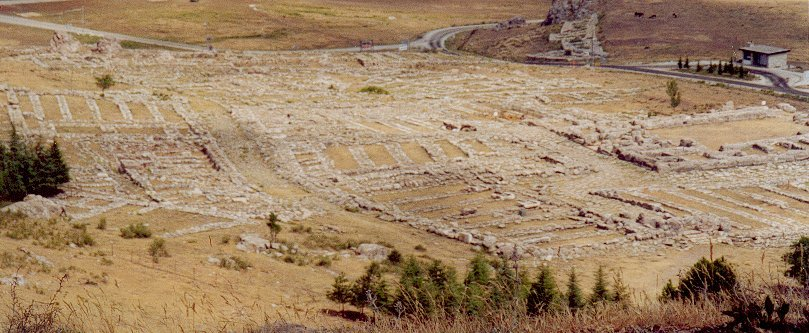
Rovine del Grande Tempio (o Tempio 1) della Città bassa

La parte occidentale della Città Bassa ospitava l'edificio più vasto della capitale ittita: il Grande Tempio o Tempio 1. Questo era dedicato alla coppia di divinità patrone del regno ittita: il dio delle tempeste Tarhunzas e la dea del Sole di Arinna, identificate, a partire dal regno di Hattušili III con gli dei hurriti Teshub e Hebat. Il complesso che circondava il tempio fu ristrutturato durante il regno di quest'ultimo e del suo successore Tudhaliya IV.
Il tempio e le sue dipendenze erano costruiti su un massiccio basamento di massi sbozzati, che misurava 160 metri di lunghezza e 135 di larghezza e copriva una superficie di circa 20000 m². Il tempio vero era proprio era situato al centro, aveva dimensioni di 64 × 42 metri ed era orientato lungo l'asse sud-ovest/nord-est. L'entrata si trovava sul lato sud-ovest ed era costituita da una successione di tre piccole sale, ciascuna affiancata da altre due piccole camere. Questo portale era indicato nei testi con il nome ittita di hilammar (sumero KI.LAM), e aveva un'importante funzione simbolica, come si vede nei testi che descrivono le feste religiose. Da qui si accedeva nel cortile centrale dell'edificio, di forma rettangolare ed a cielo aperto, dove si svolgevano le cerimonie religiose. La zona per le abluzioni era situata nella parte est del cortile, mentre magazzini erano disposti sui lati. Il cuore del tempio consisteva di due celle collocate alla sua estremità, illuminate da finestre alte e strette: la cella di sinistra custodiva la statua della dea del sole, quella di destra quella del dio delle tempeste; di entrambe oggi non rimangono che i basamenti. Queste cappelle erano separate dal cortile da un porticato con colonne e vestiboli che nascondevano le statue alla vista delle persone presenti nel cortile. Gli Ittiti ritenevano che nelle statue risiedesse effettivamente lo spirito della divinità, per cui il tempio era considerato la loro residenza terrena. Probabilmente vi erano altre cappelle nel tempio, dedicate a divinità minori al servizio della coppia divina. Queste formavano il "cerchio divino" (kaluti) attorno alle divinità principali.

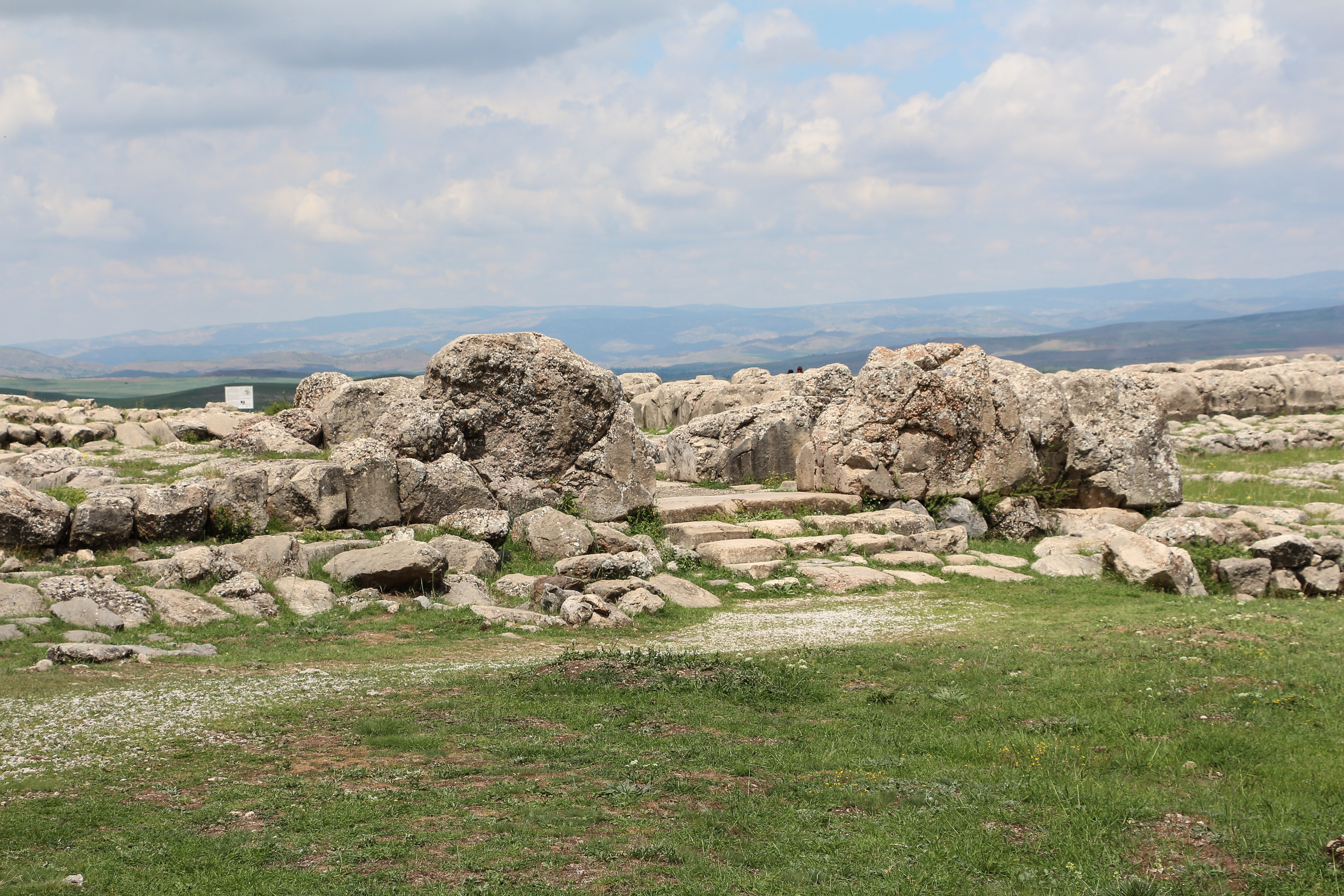
Ingresso monumentale del Grande Tempio

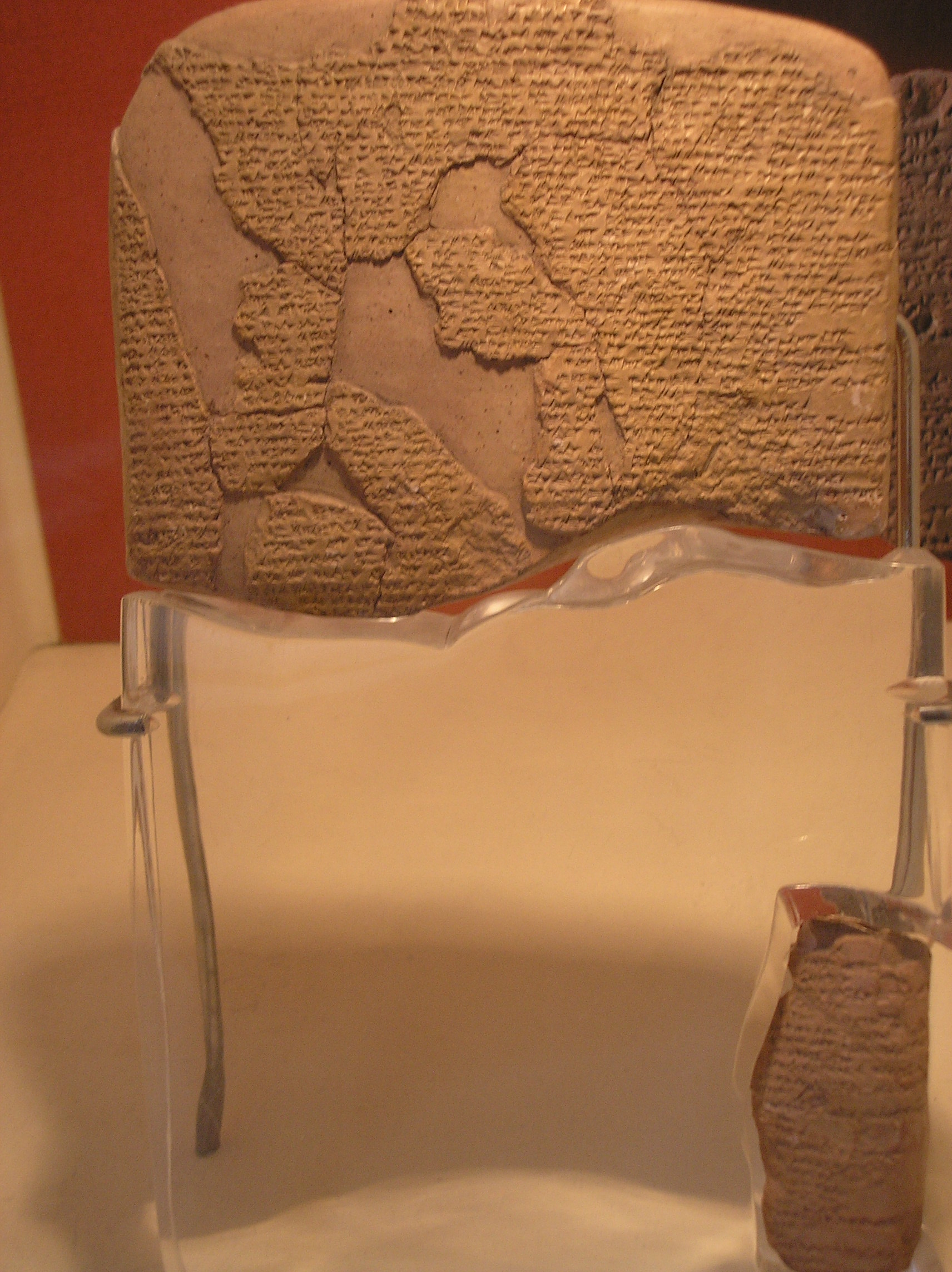
Copia del trattato di pace tra Egitto e Ittiti dopo la battaglia di Qadeš ritrovato nelle dipendenze del Grande Tempio (Musei archeologici di Istanbul)

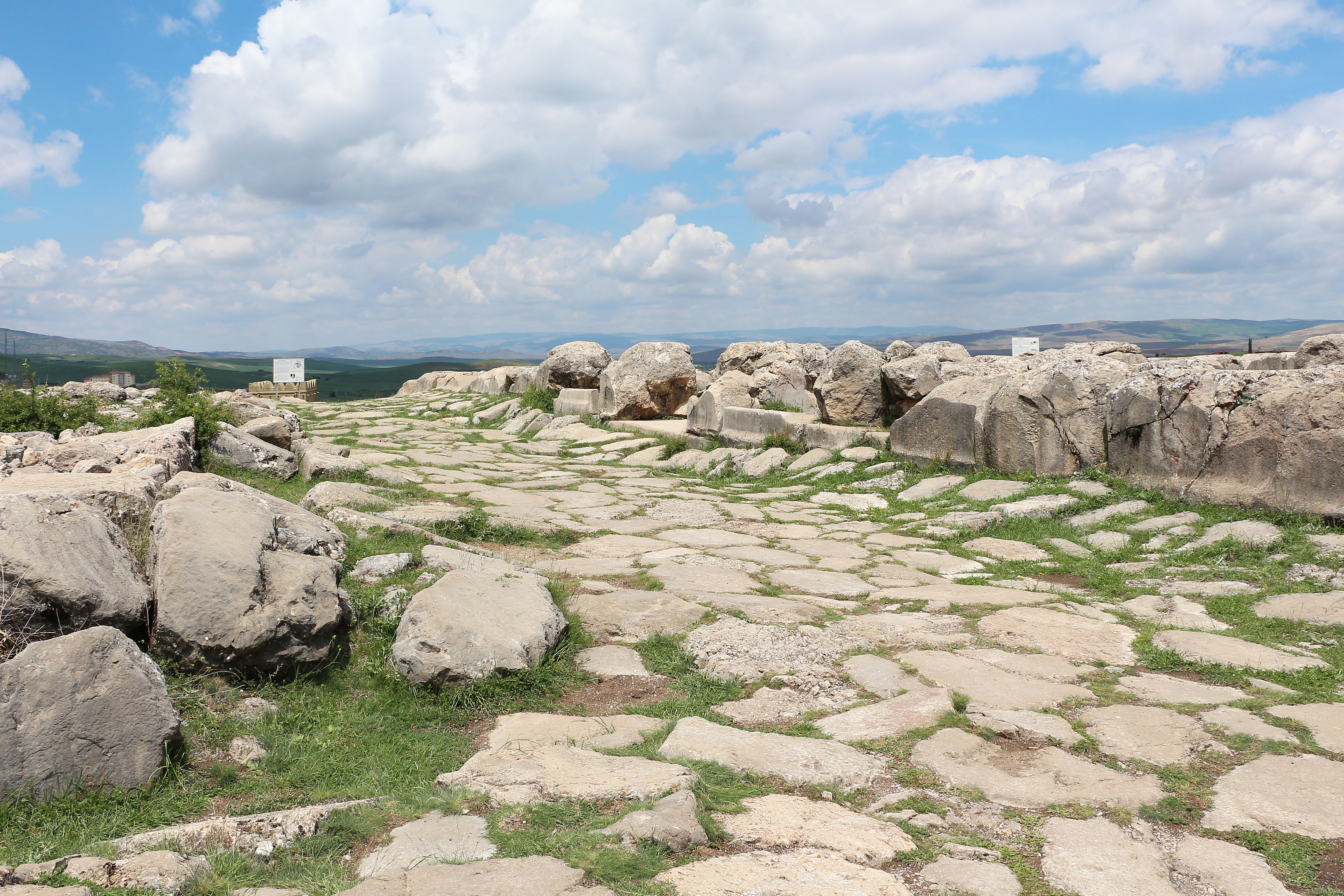
Strada pavimentata presso il Grande Tempio

Il tempio era circondato da edifici che lo isolavano dall'esterno, delimitando l'area sacra. Vi si entrava attraverso una porta monumentale costruita nell'angolo sud-est del complesso, ma esistevano altri due ingressi minori comunicanti con l'esterno. Le strade tra il tempio e le sue dipendenze erano pavimentate. Tutti questi edifici avevano almeno un piano superiore perché sono stati ritrovati i basamenti delle scale. Al piano terra si trovavano magazzini formati da stanze strette e lunghe per un totale di più di 80 camere. In una ventina di queste stanze, quelle che occupavano il lato sud-est, sono stati ritrovati grandi vasi (pithoi) sepolti nel terreno, in cui venivano immagazzinati alimenti che potevano essere conservati per un certo tempo (cereali, verdura e frutta secca). Alcuni di questi vasi sono più grandi delle porte d'ingresso dei locali, per cui sembra siano stati posizionati prima della costruzione dell'edificio. Non fu quindi possibile asportarli quando il tempio fu abbandonato. Nelle sale a nord erano immagazzinati contenitori destinati a materiale deperibile (gabbie di legno, cestini), di cui rimangono solo le bolle d'argilla usate per sigillarli. Altre stanze contenevano quello che è stato definito l'"archivio" del tempio, anche se il termine è inesatto visto il gran numero di tavolette ritrovate ovunque nella zona: queste tavolette contenevano testi per il culto religioso (istruzioni al personale, elenchi di officianti, rituali e canti religiosi, ecc.), ma anche testi diplomatici. I trattati di pace stipulati dai re ittiti venivano depositati nel santuario, sotto gli occhi degli dei che erano i testimoni garanti dell'accordo. Qui è stata portata alla luce la versione ittita del trattato di pace concluso tra Hattušili III e Ramses II, mentre la versione egizia si trova incisa in due templi a Karnak.
A sud ovest una strada separava l'area sacra da un altro gruppo di edifici di forma irregolare (130 × 55 metri), composto da una sessantina di appartamenti. Un solo ingresso, situato su questa via, conduceva ad un cortile interno, intorno al quale erano disposti magazzini, laboratori, cucine, birrerie, uffici degli scribi ecc., in cui lavorava il personale del tempio. Una parte di questo personale probabilmente alloggiava qui, mentre la maggior parte risiedeva nella zona a nord del tempio, fra questo e le mura. Un testo trovato nell'area sacra elenca le diverse persone lì impiegate: se ne contavano 205, fra cui sacerdoti, sacerdotesse e scribi, ai quali dovevano essere aggiunti vari cuochi e birrai che fornivano il cibo che veniva offerto giornalmente alle divinità. Un altro testo, dal titolo Istruzioni per il personale del tempio contiene prescrizioni per coloro che avevano diritto ad entrare nel santuario: essi non dovevano appropriarsi degli alimenti destinati agli Dei, non dovevano introdurre nella zona sacra persone non autorizzate e dovevano organizzarsi per la sorveglianza permanente del tempio, in particolare contro il rischio di incendi. Probabilmente nella zona esistevano anche altri santuari, non ancora portati alla luce, ma attestati da fonti epigrafiche. Allo stesso modo, c'erano uno o più luoghi di culto nella cittadella di Büyükkale, probabilmente nell'Edificio C.

#### I luoghi di culto dellaCittà Alta

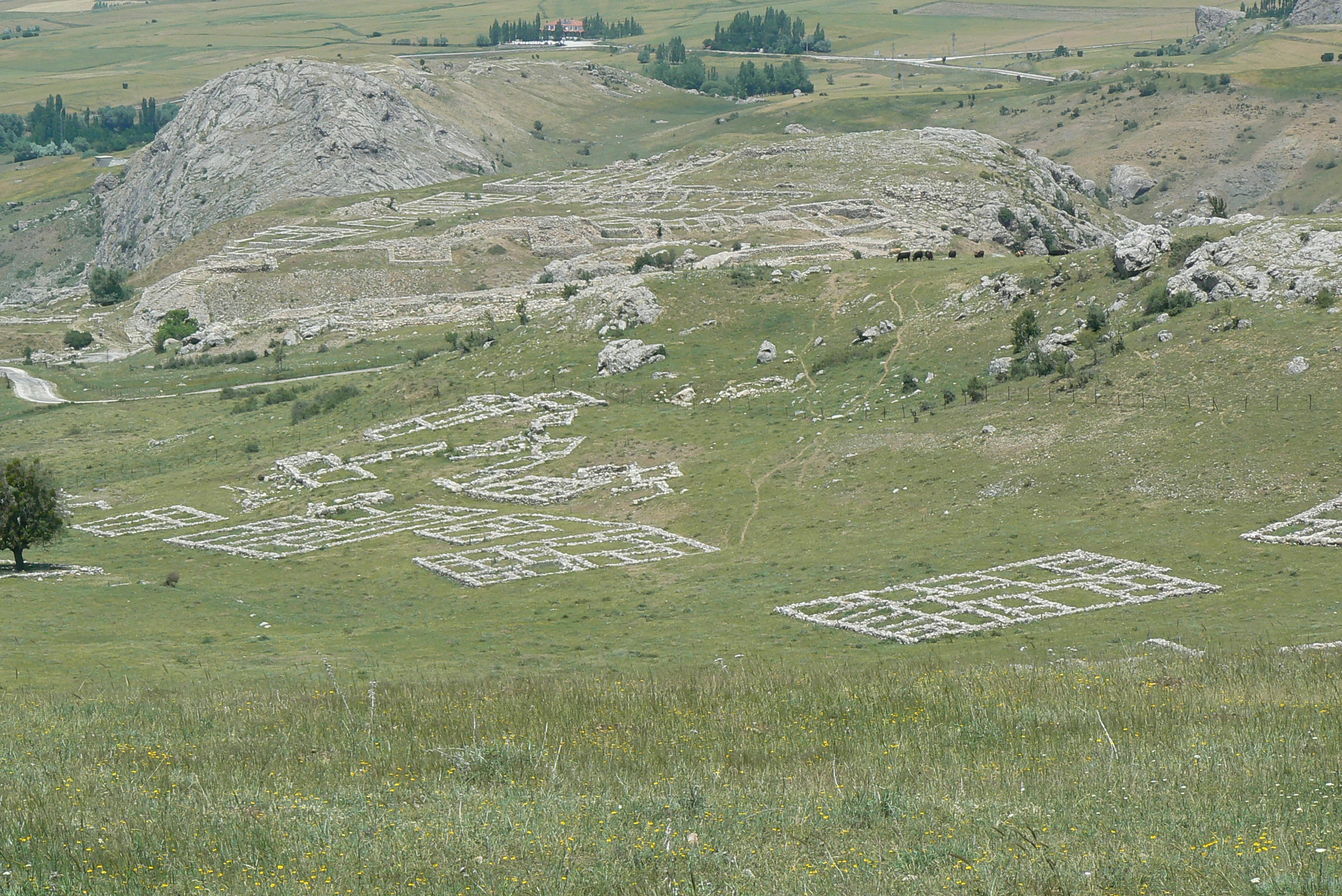
Resti di differenti templi della Città alta

Negli ultimi decenni della capitale ittita, il paesaggio religioso della città fu modificato, con la creazione di una vera e propria città santa nella parte meridionale del sito, nella Città Alta. Non si trattò, come si era inizialmente pensato, di un ampliamento della zona urbana dato che la zona era già abitata ai tempi dell'antico regno.
Almeno trenta templi sono stati individuati e scavati in questa parte di Ḫattuša, principalmente tra la porta della Sfinge e Büyükkale, nella parte centrale dell'area. Questi santuari erano di dimensioni diverse: i minori avevano un'estensione di 400–600 m², mentre i più grandi raggiungevao i 1 200 o 1500 m² ed erano circondati da un recinto che delimitava l'area sacra. La loro struttura era sostanzialmente la stessa, di forma quadrata o rettangolare, con l'ingresso che dava in un cortile. Dopo un portico a colonne, si accedeva ai corridoi dietro la cella in cui era custodita la statua della divinità residente, una disposizione che rimanda a quella del Grande Tempio. Magazzini erano spesso situati nell'edificio o nelle vicinanze, probabilmente nei luoghi di lavoro del personale, come indicato dai ritrovamenti di tavolette in alcuni di questi siti. È qui che sono stati fatti alcuni tra i più importanti ritrovamenti epigrafici degli scavi recenti, come un testo bilingue ittita-hurrita che ha contribuito a migliorare notevolmente la conoscenza della seconda di queste lingue.
I templi sono tutti identificati da un numero; il numero 1 è riservato al Grande Tempio, nella Città Bassa. I più importanti templi della Città Alta si trovavano nella parte sudest, nei pressi delle mura della città, tra la Porta delle Sfingi e la Porta del Re: erano, da ovest verso est, i templi 2, 3 e 5. Quest'ultimo, il più grande (3 000 m²) dell'area, era dotato di due celle come il tempio 1, e disponeva di importanti annessi. Qui è stato ritrovato un bassorilievo di circa un metro di altezza raffigurante un re di nome Tudhaliya nelle sembianze di un dio-guerriero, probabilmente divinizzato dopo la morte. Il Tempio 5 si trovava presso la Porta del Re, probabilmente un percorso processionale collegava i due luoghi durante determinate feste religiose. Al lato opposto della Città Alta, il Tempio 30 era costruito ad uguale distanza dalla Porta dei Leoni, ed era forse legato a questa durante altre cerimonie religiose. Tuttavia, questo edificio sembra aver perso la sua funzione sacra prima della fine di Ḫattuša e probabilmente era stato trasformato in abitazioni o laboratori. Lo studio dei resti di pitture murali rinvenuti nel Tempio 8, potrebbe portare nuove informazioni sull'arte ittita e sulla eventuale presenza di artisti micenei nella capitale.
La Città Alta forse comprendeva altri templi o luoghi di culto a cielo aperto: gli Ittiti infatti adoravano boschi, promontori naturali, montagne e pietre divinizzate (betili). Anche altre costruzioni in questa parte della città potrebbero forse essere state luoghi di culto, in particolare quelle sui tre promontori rocciosi allineati tra la Porta dei Leoni e Büyükkale (Yenicekale, Sarıkale e Nişantepe). Qui gli Ittiti avevano costruito edifici che si affacciavano sul resto della città, la funzione dei quali rimane enigmatica: religiosa, militare, o amministrativa.

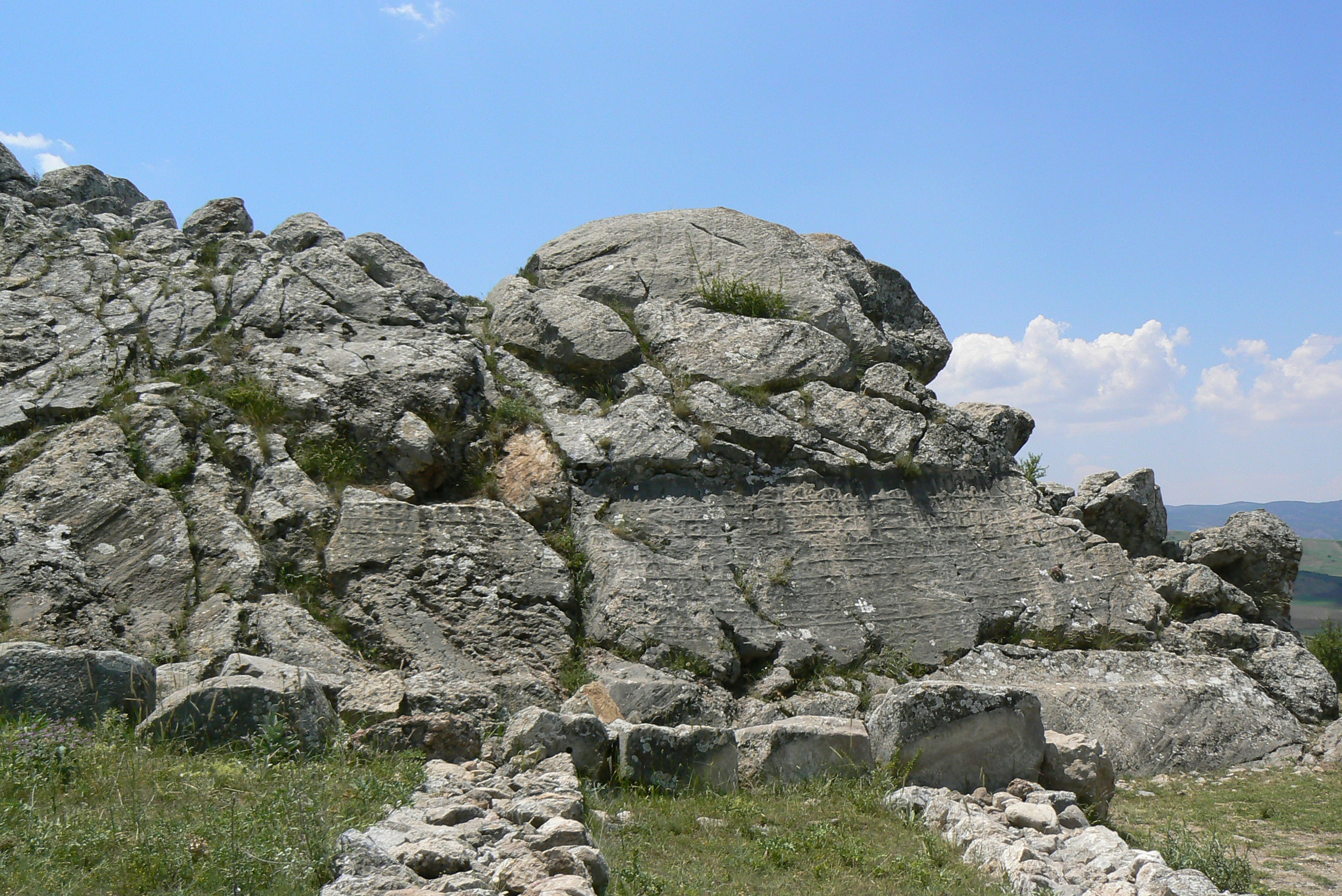
Nişantepe: iscrizione in geroglifico luvio/ittita

Nelle rovine di Nişantepe, sono stati ritrovati i resti di una porta sorvegliata da due sfingi. Qui è stata anche identificata un'iscrizione rupestre in geroglifici ittiti molto rovinata, a nome di Šuppiluliuma II, durante gli ultimi anni della capitale. Nei pressi si trovano altri due edifici legati a questo sovrano, scoperti di recente: la Camera 1 e la Camera 2. Si tratta di due ambienti con volte monumentali. Nel secondo si trova un bassorilievo raffigurante il dio del sole, ed una rappresentazione di Šuppiluliuma II armato di arco e lancia. In questa camera si trova anche un'iscrizione in geroglifici che descrive le buone azioni del sovrano e le sue imprese militari, tra cui la conquista del regno di Alasiya, la moderna Cipro. Queste camere erano forse legate al culto delle divinità ctonie e sarebbero servite come punti di contatto col mondo dei morti, situato sottoterra. Due vasche di raccolta dell'acqua, situate nelle vicinanze e ritenute serbatoi idrici, potrebbero aver avuto una funzione religiosa in relazione a tali edifici.

La camera 2 di Nişantepe
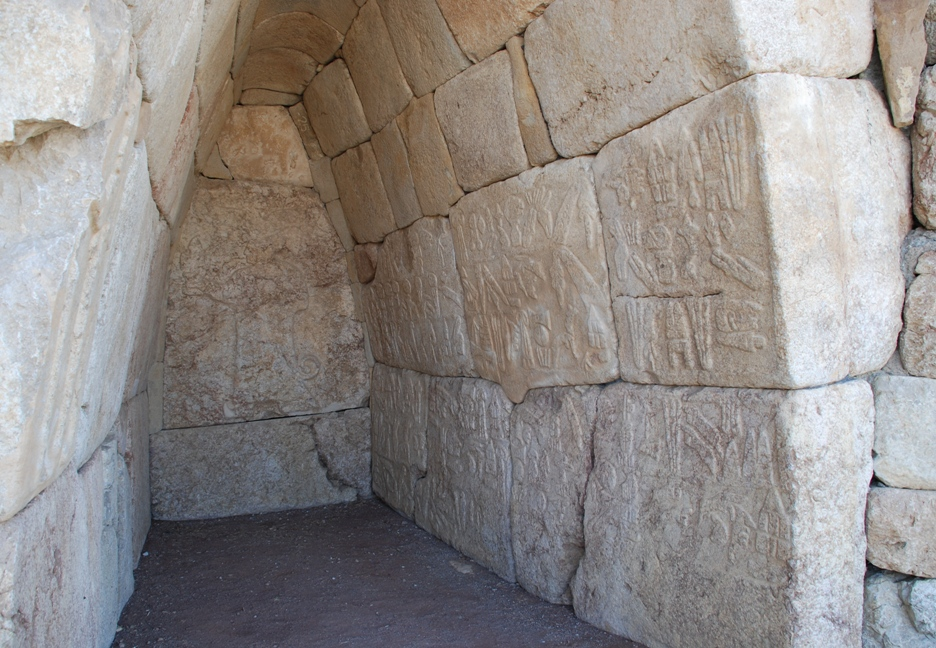
Panoramica
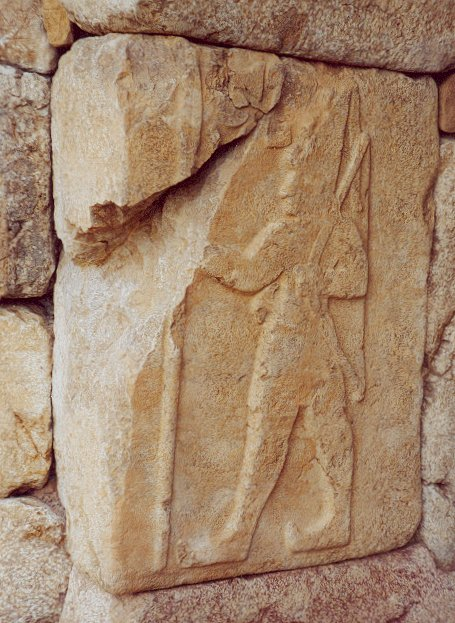
Bassorilievo raffigurante Šuppiluliuma II, parete sinistra
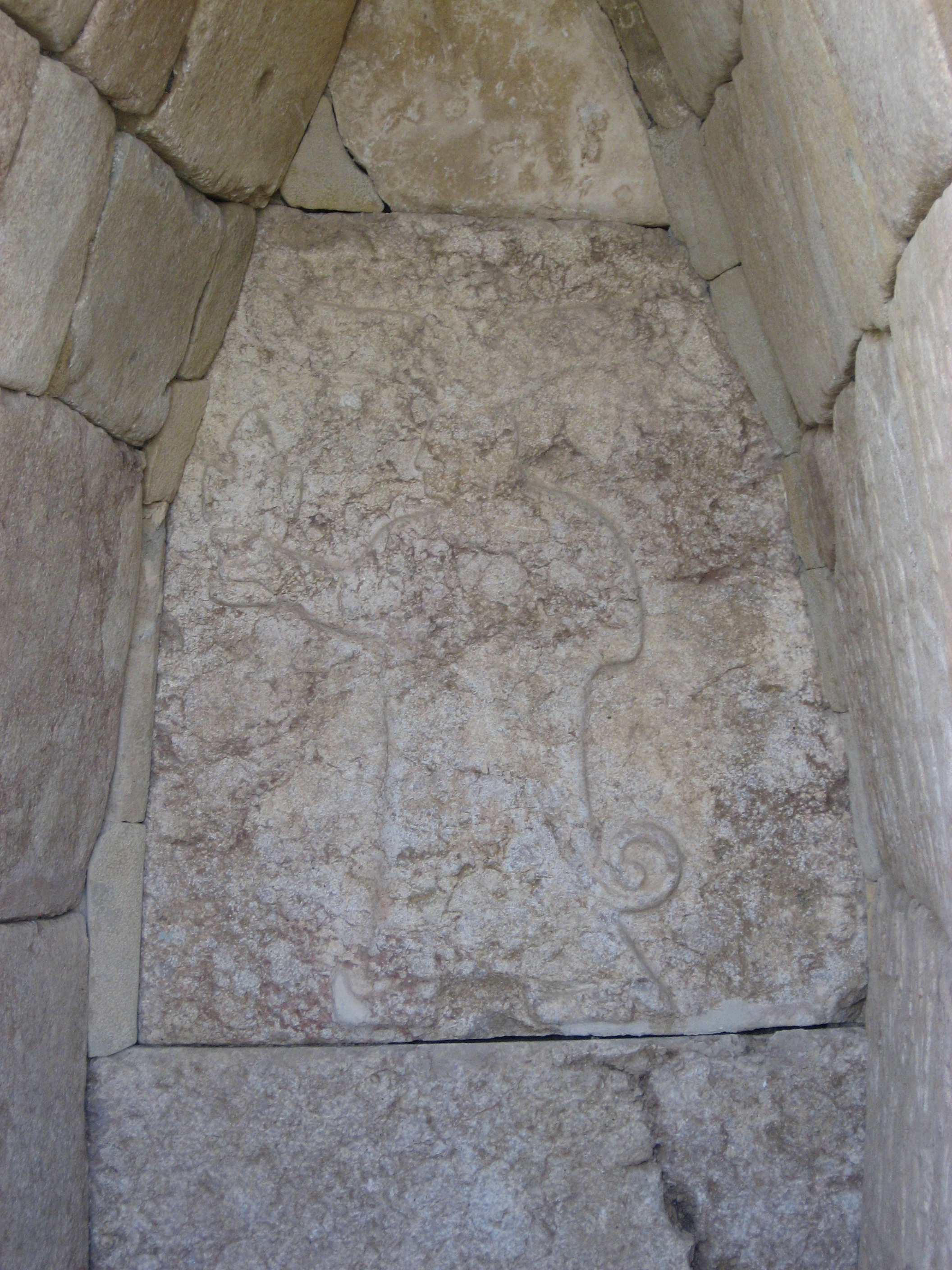
Bassorilievo raffigurante il Dio-sole, parete frontale
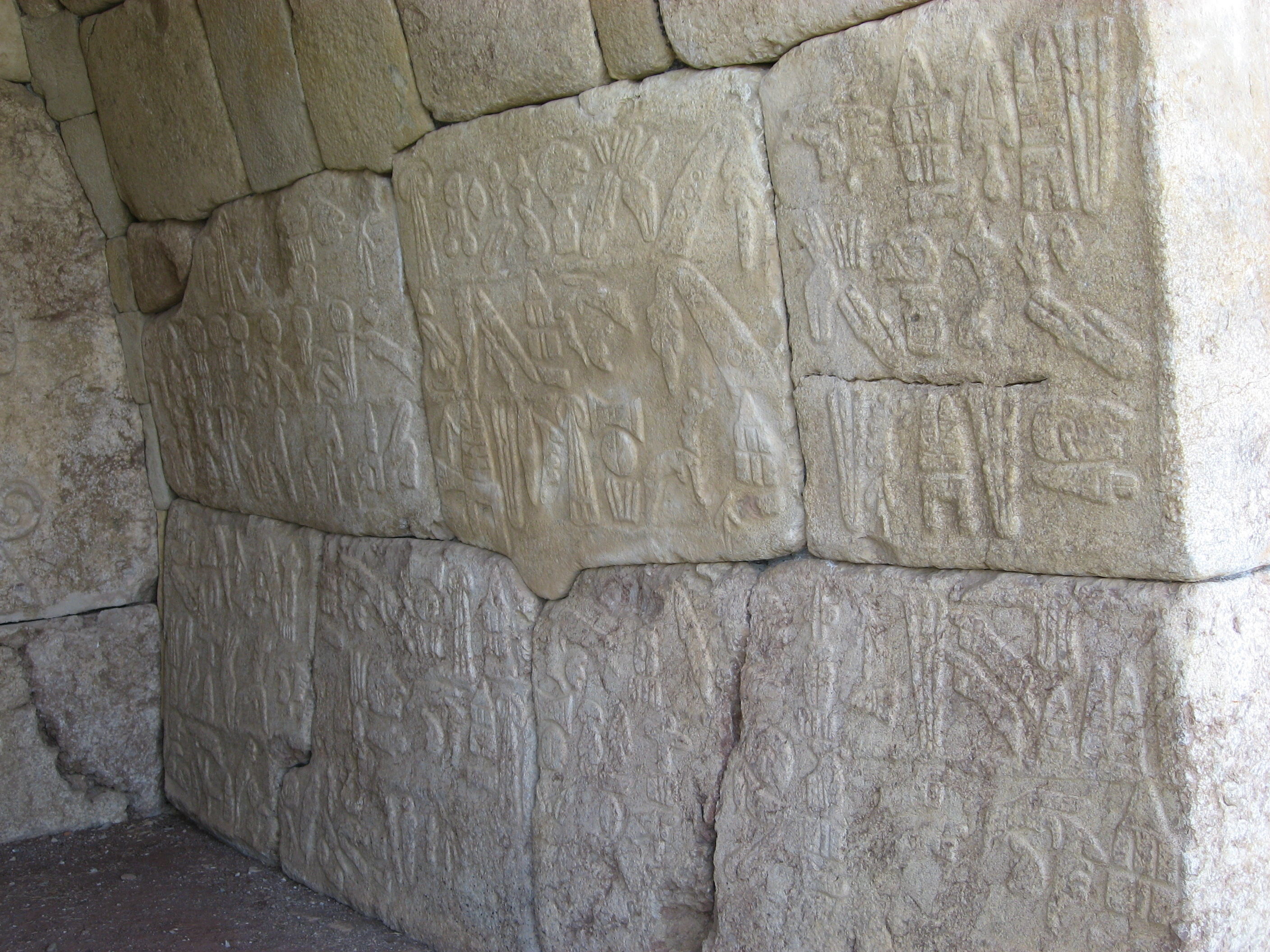
Iscrizione in geroglifici, parete destra

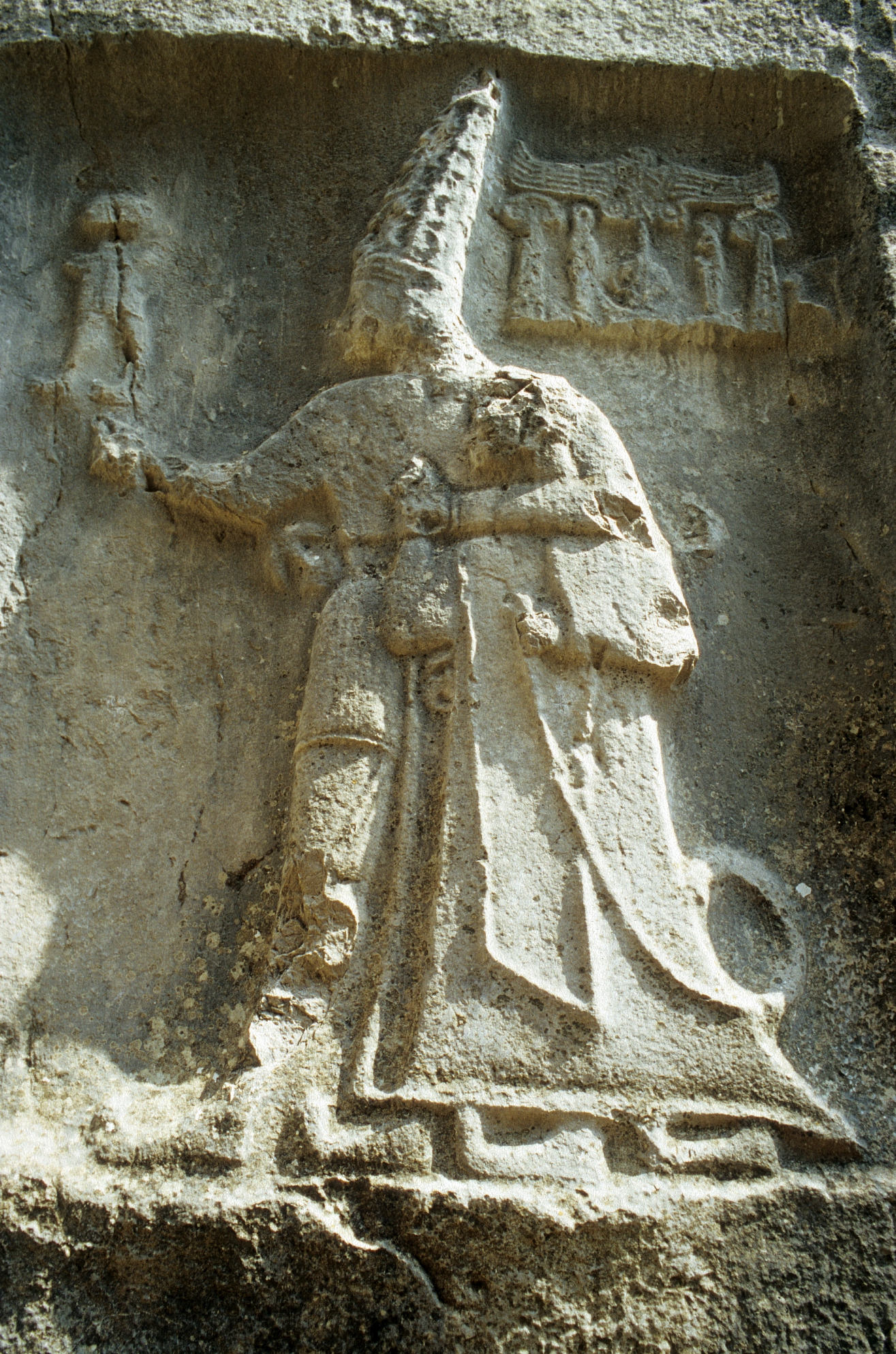
Camera B: l'imperatore Tudhaliya IV sotto la protezione del dio Sharruma

#### Yazılıkaya
Situata 2 km a nordest di Ḫattuša, il santuario rupestre a cielo aperto di Yazilikaya è considerato parte dell'insieme religioso della capitale. In uso almeno dal XVI secolo a.C., fu ristrutturato con gli altri templi della città sotto i regni di Hattušili III e Tudhaliya IV, che vi costruì alcuni edifici, vi fece scolpire alcuni bassorilievi e vi introdusse il culto delle divinità hurrite come nella capitale. Si compone di due parti principali, organizzate secondo la disposizione del terreno del sito, che è ricco di gallerie naturali: la Camera A e la Camera B. I bassorilievi della Camera A rappresentano una processione delle principali divinità del regno, guidata dal dio della tempesta Teshub e dalla dea Sole Hebat. Nella Camera B, piccoli bassorilievi rappresentano divinità ctonie (i "Dodici Dei" e il "Dio-spada") ed un altro rappresenta l'imperatore Tudhaliya IV con il dio Sharruma.
Le funzioni di questo santuario sono fonte di discussione: la Camera B è apparentemente legata a un culto funerario, forse di uno dei re ittiti (Tudhaliya IV). È chiaro in ogni caso che questo luogo era legato ai santuari della capitale e doveva essere ad essi collegato nelle feste religiose che si svolgevano a Ḫattuša. Ricorda i templi esterni alla città che servivano durante la celebrazione del nuovo anno in Mesopotamia, e potrebbe quindi anche essere legato alla festa del Capodanno ittita (purulli).

Yazılıkaya
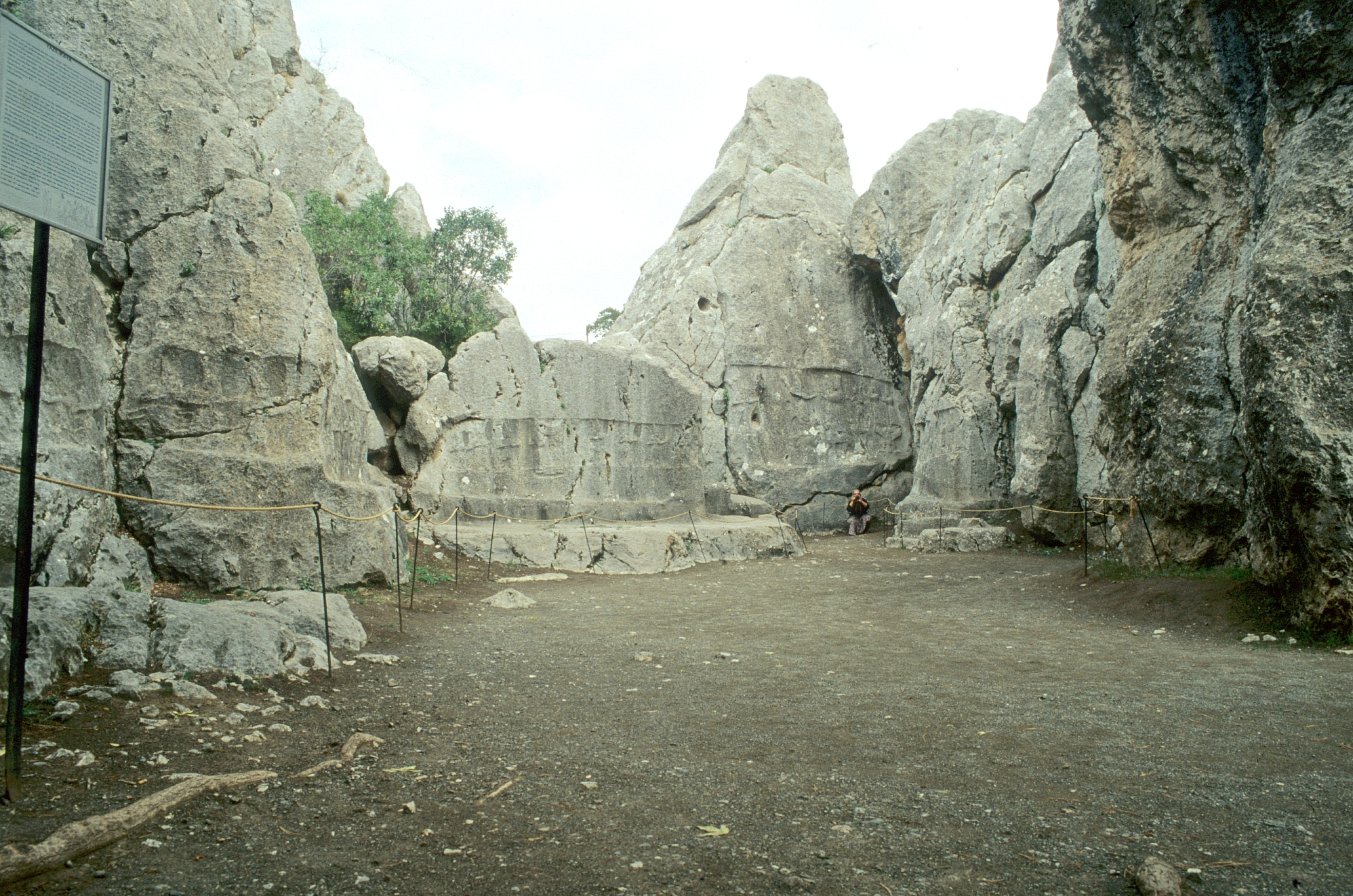
Vista della camera A
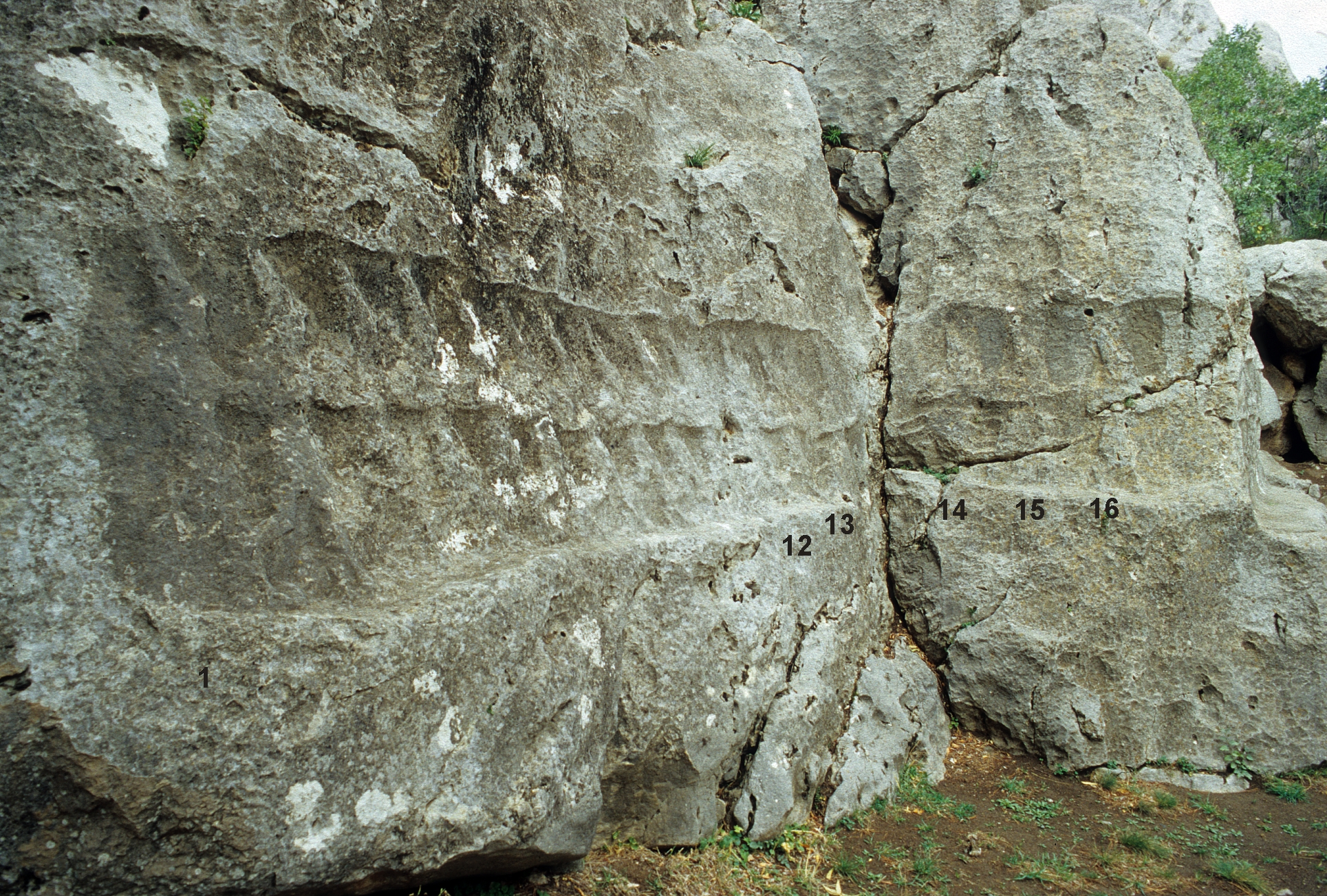
Camera A: processione degli dèi, primi sedici
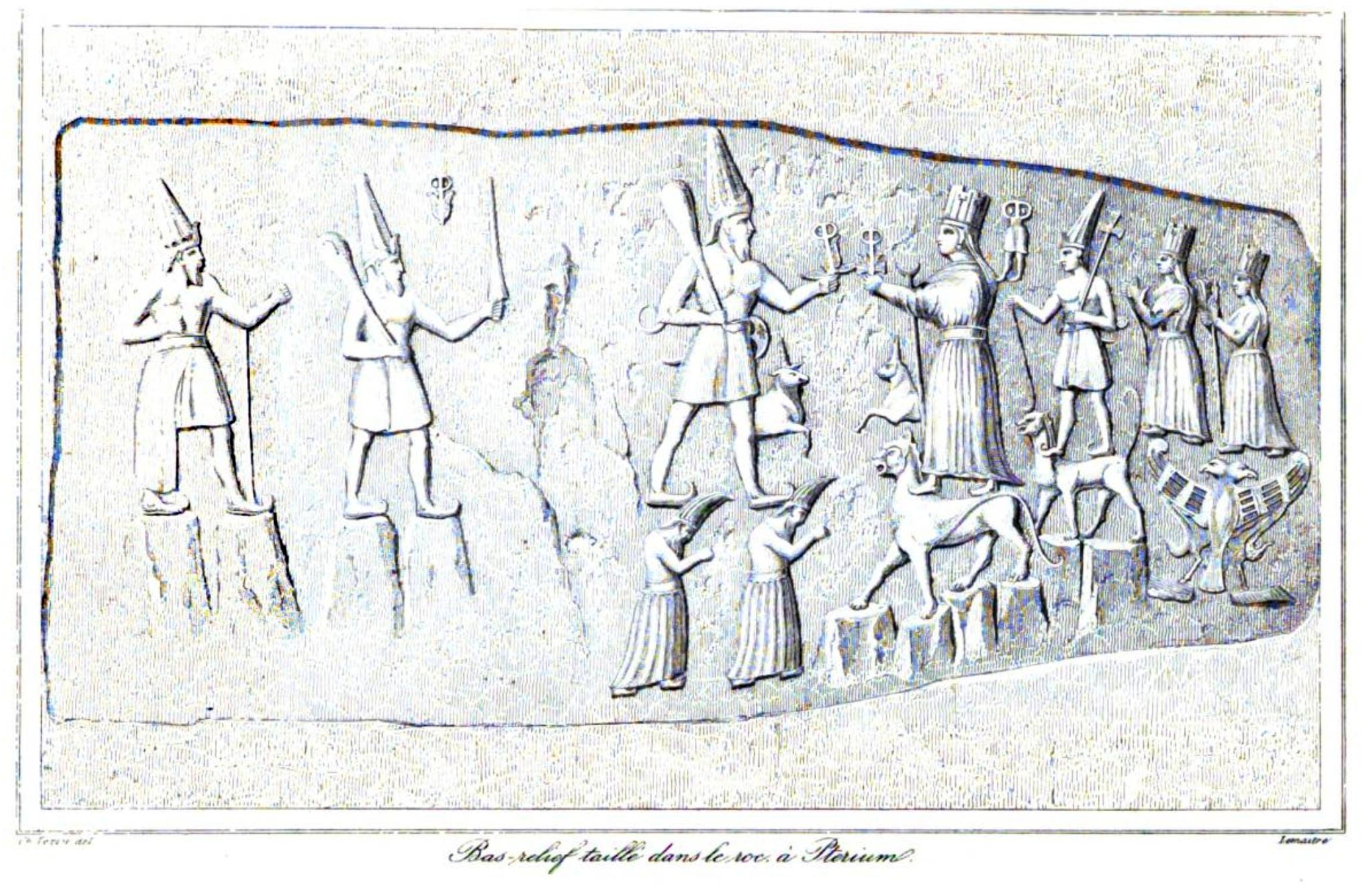
Camera A: riproduzione del bassorilievo degli dei Teshub e Hebat
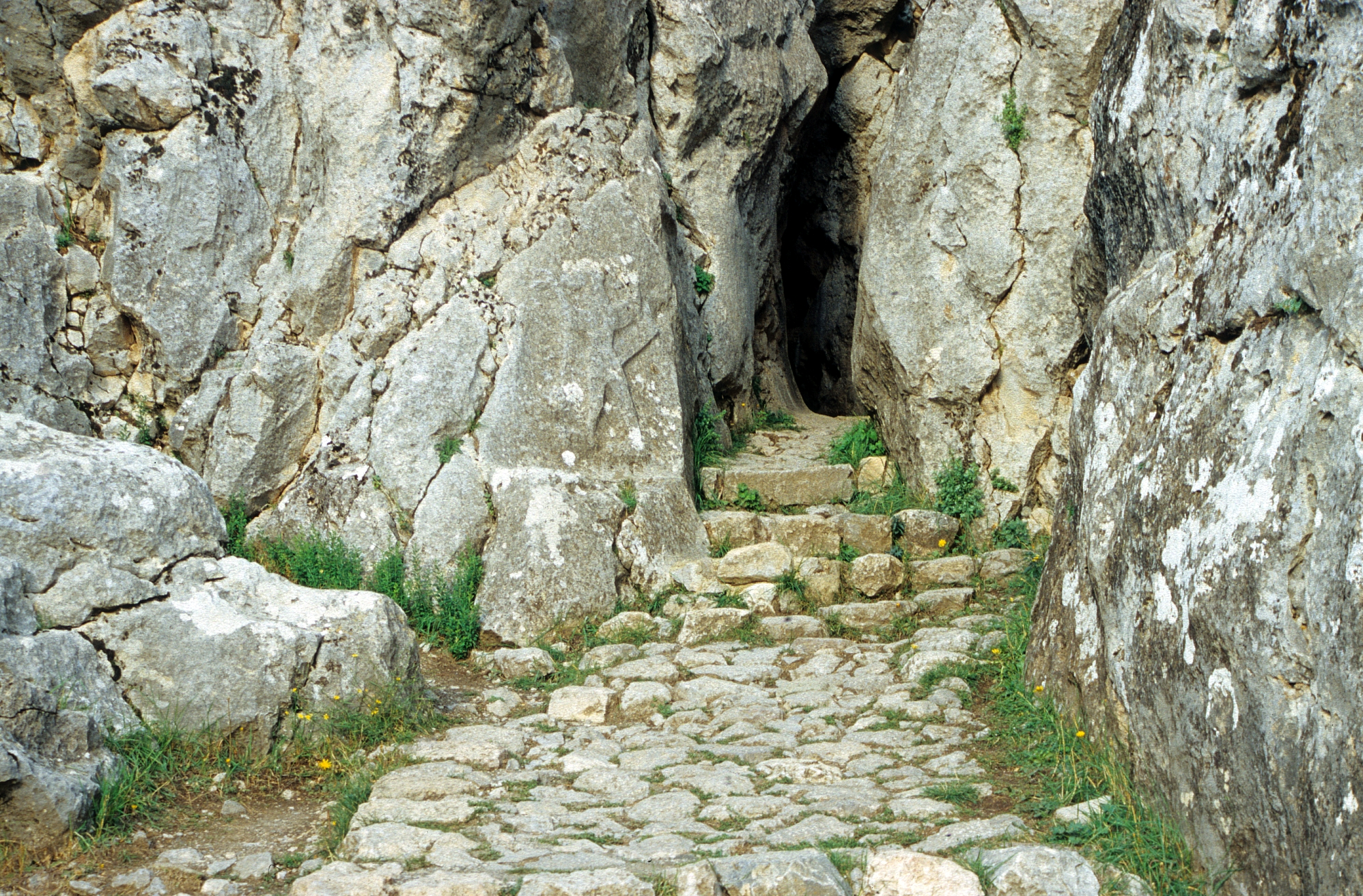
Entrata della camera B
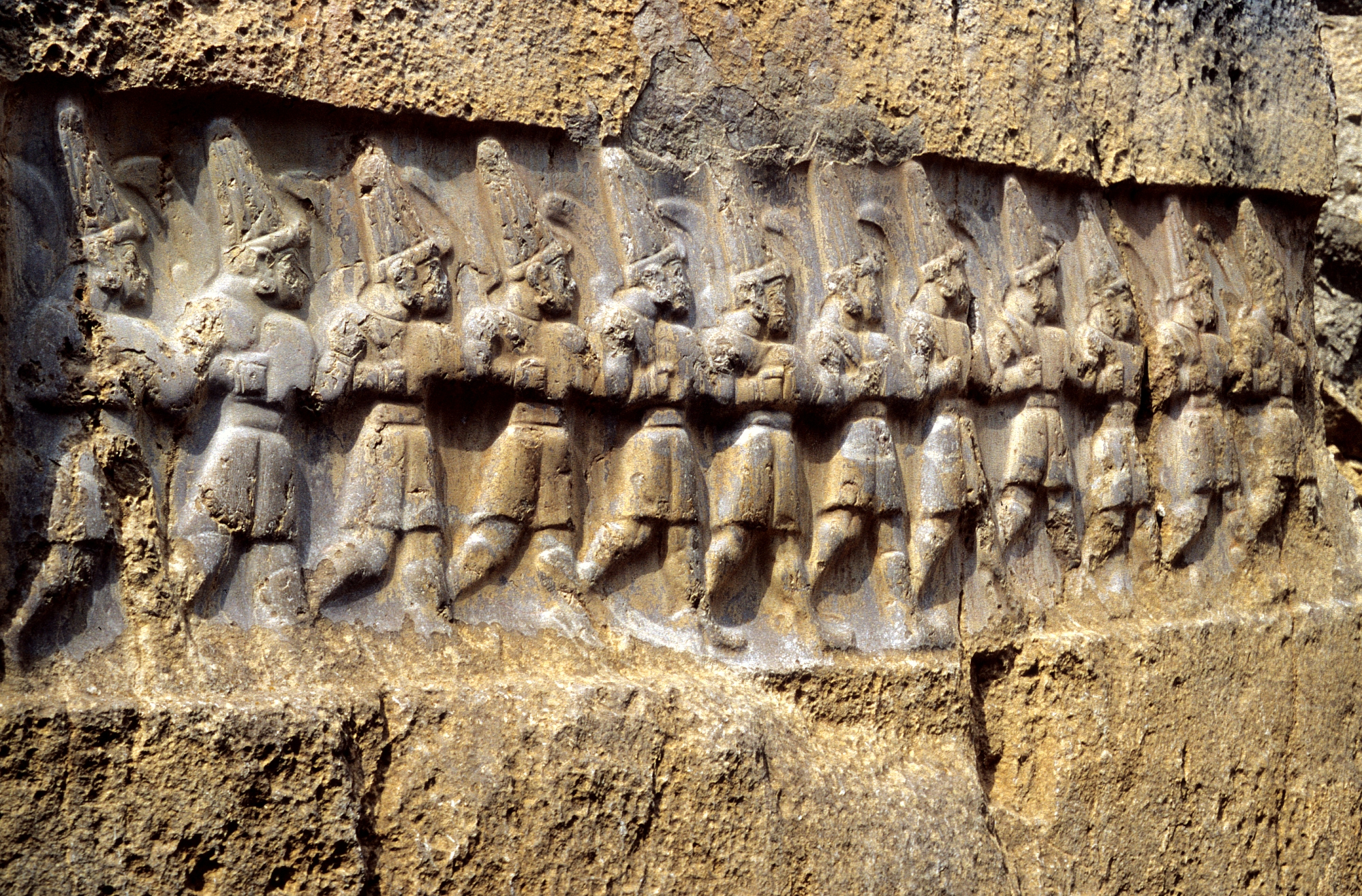
Camera B: processione dei "Dodici Dèi", divinità ctonie

#### La vita religiosa a Ḫattuša
L'attività religiosa a Ḫattuša ferveva tutto l'anno. Quotidianamente, il personale dei numerosi templi della città sacrificava agli dei, che si riteneva vivessero realmente nei loro santuari. Era perciò necessario che i magazzini fossero sempre forniti del necessario per le offerte (alimenti, bevande, ma anche vesti, monili, ecc.) e dunque i macelli, le birrerie e le cucine templari erano sempre al lavoro, mentre i laboratori artigiani producevano e riparavano tutti gli oggetti necessari al culto. Queste attività impegnavano un gran numero di persone in collaborazione fra loro con regole ferree, come dimostrano i regolamenti contenuti nelle Istruzioni al personale del tempio. Questi prescrivevano frequentemente la pena di morte per reati gravi commessi dal personale che aveva accesso all'interno dei templi, mentre invece la pena capitale era rara nel diritto comune ittita. I templi dovevano disporre di notevoli risorse per potere adempiere ai loro compiti: possedevano infatti terreni, frutto di donazioni di privati o del sovrano, da cui potevano ricavare prodotti o affitti. In mancanza di ciò erano le offerte dei fedeli e del re che ne consentivano il funzionamento.
In molti periodi dell'anno, il ritmo quotidiano del culto veniva interrotto da festività che si svolgevano in giorni precisi regolati da un calendario religioso ancora poco compreso. Le feste potevano avere cadenza mensile, o annuale o, anche, più dilazionata, e molte di queste prevedevano la partecipazione dei sovrani e di alti funzionari del regno. Esse costituivano, per la corte, l'occasione di stupire, impressionare e intrattenere gli ambasciatori e dignitari stranieri presenti nella capitale ed erano importanti momenti di redistribuzione delle risorse alimentari accumulate nei magazzini della capitale. In queste occasioni i magazzini reali erano fortemente impegnati per non far mancare i rifornimenti per le offerte. Alcune di queste feste attiravano un gran numero di pellegrini nella città, essendo periodi molto importanti dell'anno.
Grandi e lunghe feste religiose itineranti erano gestite da altri importanti centri religiosi del regno, passando per Ḫattuša e lì rimanendo alcuni giorni, durante i quali si svolgevano riti fastosi e anche giochi spesso accompagnati da danze e musica. Questo era il caso della festa di Purulli che segnava l'inizio del nuovo anno (al principio della primavera) e che cominciava nella capitale o della festa AN.TAH.ŠUM, anche questa in primavera, che passava dalla capitale più volte. La festa KI.LAM (probabilmente in autunno), un'altra delle più importanti feste dell'anno, durava tre giorni e si svolgeva sia nella capitale che nelle campagne. Come indicato dal suo nome sumero che significa porta (in ittita hilammar), questa si svolgeva come una lunga processione che passava per le porte dei principali templi della città partendo dalla porta del palazzo reale.

## Oggetti particolari

### Spada micenea
Una spada fu scoperta nel 1991 a circa 750 metri a sud ovest dalla Porta dei leoni, priva di altri reperti, cosa che fece pensare ad una giacitura secondaria. 
Si tratta di una spada di foggia micenea lunga 79 cm. Da quanto si può leggere dall'iscrizione in accadico cuneiforme incisa lungo uno dei tagli della lama, questa spada, assieme ad altre, faceva parte di un bottino di guerra offerto in voto al dio delle tempeste da un re Tudhaliya. L'ideogramma usato per il nome del re Tudhaliya è DU come si usava durante l'Antico Regno, e non TU. Ciò conferma che si trattava del re Tudhaliya I/II.
Questo ritrovamento conferma gli annali che parlano di una campagna militare condotta da un Tudhaliya contro la confederazione di Assuwa, mentre poco può dire sulla possibilità di uno scontro militare tra micenei ed ittiti, visto che spade di foggia micenea venivano prodotte anche nel Paese di Canaan.

### La vasca da bagno
Nel 2003, fu ritrovato un reperto a cui in un primo tempo venne data poca importanza e che poi si è rivelato essere una parte di una vasca da bagno. La vasca era di terracotta rosso chiaro e si trovava in un'abitazione della città bassa di Ḫattuša, poco sotto il muro che la divideva dalla città alta. La parte ritrovata ha un dimensione di 80 x 49 cm ed è dotata di un sedile interno di 29 x 14 cm e alto 21 cm; proprio l'esistenza di questo sedile fa ritenere che non si tratti di una vasca per immersioni rituali ma di un vero accessorio per il bagno. Se questa ipotesi venisse confermata si tratterebbe di un manufatto unico nel suo genere e molto antecedente alle vasche da bagno di epoca successiva ritrovate a Cipro.

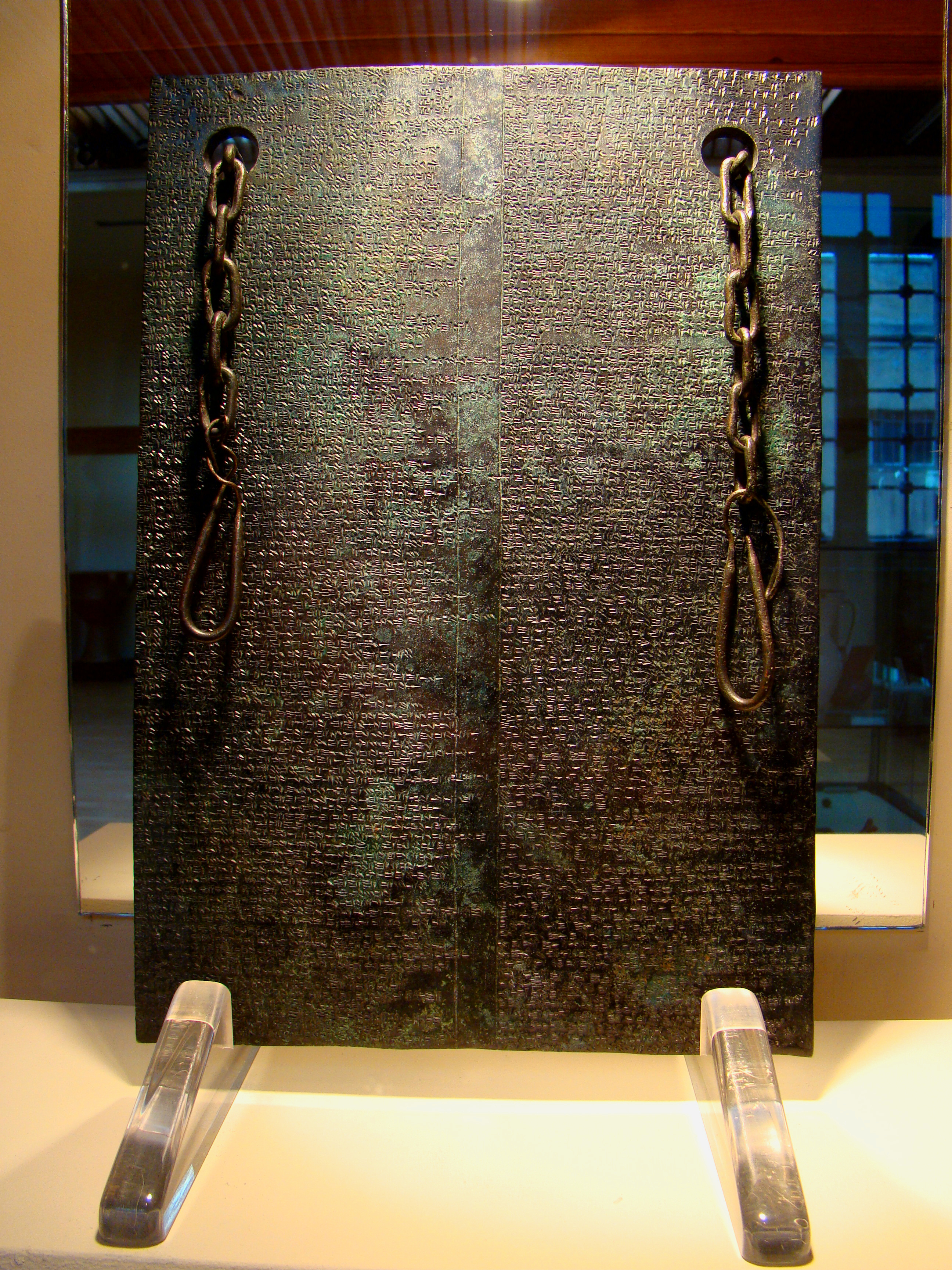
La tavoletta in bronzo ritrovata a Ḫattuša

### La tavoletta di bronzo
Nel 1986 sotto una pavimentazione nei pressi della Porta delle Sfingi fu ritrovata una tavoletta di bronzo intatta, con 350 linee incise di testo in cuneiforme ittita, registrazione di un trattato fra il re Tudhaliya IV e suo cugino Kurunta, reggente del regno vassallo ittita di Tarhuntassa nel sud anatolico. Oltre al contenuto del trattato, si tratta di un reperto importante perché fornisce informazioni sull'organizzazione dell'impero ittita negli ultimi decenni della sua esistenza e perché è la prima tavoletta ittita in bronzo mai ritrovata.